# 프랭클린 D. 루스벨트 1기와 2기 행정부
프랭클린 D. 루스벨트 대통령의 첫 번째 임기는 1933년 3월 4일 제32대 미국의 대통령으로 취임하면서 시작되었고, 두 번째 임기는 1941년 1월 20일 3차 임기에 취임하면서 끝났다. 가장 큰 주 뉴욕주에서 주지사를 지냈던 루스벨트는 1932년 대통령 선거에서 당시 대통령이었던 공화당의 허버트 후버를 상대로 압도적인 승리를 거두었다. 루스벨트의 임기 동안 그는 대공황을 해결하기 위해 미국인들과 미국 경제에 구호, 회복, 개혁을 제공하는 뉴딜 정책의 시행을 주도했다. 또한 그는 노동조합, 대도시의 정치기계, 백인, 아프리카계 미국인, 남부 농촌 백인 등 다양한 계층으로 구성된 뉴딜 연합을 조직하여 1960년대까지 국가 정치에서 지배적인 세력으로 유지하고 미국의 현대 자유주의를 개척했다.
취임 첫 100일 동안 루스벨트는 전례 없는 연방 입법을 주도하고 수많은 행정 명령을 발표했다. 그가 통과시킨 긴급은행법은 은행의 공황 상태를 종식시켰고, 은행법과 증권거래법은 금융 분야에 대대적인 개혁을 가져왔다. 실업자들에게 구호품을 제공하기 위해 루스벨트는 민간 보존단, 공공사업국, 연방긴급구호국 등 여러 기관의 설립을 주도하였으며, 농업 분야의 과잉생산을 방지하기 위한 여러 정책을 시행하기 위해 농업조정법을 제정하였고 산업 분야의 개혁을 위해 국가회복국을 설립했다.
1934년 중간선거에서 민주당이 압승을 거둔 후 루스벨트는 제2차 뉴딜 정책을 주도했다. 제2차 뉴딜 정책에는 최대 규모의 근로자 구호 기관인 공공사업진흥국 설립과 사회 보장을 위한 국가 연금 프로그램인 사회보장법의 제정 등이 포함되어 있었다. 또한 고용보험제와 미혼모가 가장인 가정에 부양 아동을 지원 제도를 확립했다. 1935년의 전국노동관계법은 근로자들의 단체교섭권을 보장하고 전국노동관계위원회를 설립했으며, 그 결과로 노동조합의 조합원 수가 크게 증가했다. 1936년 대통령 선거에서의 재선 이후 2번째 임기는 실망의 연속이었다. 루스벨트는 사법 절차 개혁 법안을 제안했으나 의회에 받아들여지지 않았다. 이후로도 보수 연합이 그의 입법 능력을 대부분 차단했기 때문에, 2번째 임기 동안 그는 국내 법안을 통과시키는 데 거의 성공하지 못했다. 이러한 상황에서 입법에 성공한 법 중 하나는 공정근로기준법이었다.
1930년대는 미국 역사상 고립주의가 절정에 달한 시기였다. 루스벨트의 1번째 임기 동안 그의 주요 외교 정책은 라틴아메리카 지역에 대해 간섭하지 않는다는 좋은 이웃 정책이었다. 1930년대 후반 독일, 일본, 이탈리아의 이웃 국가들에 대한 공격적 행보를 보이면서 외교 정책에 큰 문제가 대두되었으며, 의회는 미국이 외국 문제에 휘말릴 것을 우려하여 전시 상황의 국가와의 무역을 금지하는 중립법을 제정하였다. 일본이 중국을 침공하고 독일이 폴란드를 침공한 이후 루스벨트는 중국, 영국, 프랑스에 무기지원을 제공했지만 중립법으로 인해 긴밀하게 개입하지 못했고, 1940년 6월 프랑스의 항복 이후에서야 영국에 대한 무기지원을 확대하고 미국의 군사력을 확장했다. 1940년 대통령 선거에서 루스벨트는 그의 외교 정책에 대한 비판을 하지 않았던 공화당 국제주의자 웬들 윌키를 물리치고 3선에 성공했다. 루스벨트는 3선 이후 4선에도 성공하며 워싱턴의 2선 전통을 무너뜨리고 3선 이상을 역임한 유일한 미국의 대통령이 되었으며 이후 2선 이상의 임기를 제한하는 수정 헌법 제22조가 통과되도록 만들었다.

## 1932년 선거

### 민주당 후보 지명
1929년 월스트리트 대폭락 이후 경제가 심각하게 어려워지자 많은 민주당원들은 1932년 선거에서 1916년 이후 첫 민주당 대통령이 선출되기를 바랐다. 루스벨트가 1930년 뉴욕주 주지사 재선에서 승리하면서 그는 후보 지명의 선두 주자로 자리매김했다. 루이스 하우와 제임스 팔리의 도움으로 루스벨트는 윌슨 지지자들을 결집시키는 동시에 많은 보수주의자들에게도 호소하며 미국 남부와 서부에서 선두 후보로 자리 잡았다. 루스벨트의 후보 지명에 대한 주요 반대는 1928년 민주당 대통령 후보이자 한때 가까운 동맹이었던 앨 스미스와 같은 북동부 자유주의자들로부터 나왔다. 스미스는 1932년 민주당 전당대회에서 루스벨트가 당 대통령 후보 지명을 얻는 데 필요한 3분의 2 지지를 얻지 못하게 한 후, 여러 번의 투표 끝에 자신이 후보로 부상하기를 바랐다. 루스벨트는 1932년 민주당 예비 선거에서의 성공 덕분에 대의원 선두를 차지한 채 전당대회에 참석했지만, 대부분의 대의원들은 특정 후보에게 구속되지 않은 채 전당대회에 참석했다. 전당대회의 첫 대통령 투표에서 루스벨트는 대의원 절반 이상을 얻었지만 3분의 2 미만을 얻었으며, 스미스는 훨씬 뒤처진 2위를 기록했다. 텍사스와 캘리포니아의 표를 통제하던 하원 의장 존 낸스 가너는 세 번째 투표 후 루스벨트를 지지했고, 루스벨트는 네 번째 투표에서 후보 지명을 확정했다. 루스벨트의 의견은 거의 반영되지 않았지만, 가너는 부통령 후보 지명을 얻었다. 루스벨트는 후보 지명 소식을 듣고 뉴욕에서 비행기로 날아와 직접 후보 지명을 수락한 최초의 주요 정당 대통령 후보가 되었다.

### 총선

1932년 선거인단 투표 결과

총선에서 루스벨트는 현직 공화당 대통령 허버트 후버와 맞붙었다. 루스벨트는 전국을 다니며 선거 운동을 벌였고, "뉴딜" 정책의 일환으로 연방 정부의 경제 개입 역할을 늘리고 관세를 낮추겠다고 약속했다. 후버는 경제 붕괴가 주로 국제적 혼란의 산물이라고 주장했으며, 루스벨트가 그의 새로운 경제 정책으로 계급 갈등을 조장한다고 비난했다. 이미 좋지 않은 경제 상황으로 인해 인기가 없었던 후버의 재선 희망은 보너스 행진 1932로 더욱 좌절되었는데, 이는 수천 명의 시위 참전 용사들이 폭력적으로 해산되면서 끝났다. 루스벨트는 531명의 선거인단 중 472명을 얻고 득표율 57.4%를 얻어 1876년 이후 처음으로 대중 투표에서 과반수를 얻은 민주당원이 되었으며, 1828년 당 창당 이후 어떤 민주당원보다 더 높은 득표율을 얻었다. 동시에 진행된 의회 선거에서 민주당은 상원을 장악하고 하원에서의 다수당 지위를 강화했다. 의회의 민주당 지도부는 보수적인 남부 출신이 지배적이었지만, 새로 들어온 제73차 미국 의회 의원 중 절반 이상이 1930년 이후에 선출되었다. 이 새로운 의원들 중 다수는 이전 몇 년간의 정치적 정설에 도전하는 한이 있더라도 공황에 맞서 행동하기를 열망했다.

## 행정부
루스벨트는 요직에 강력한 인물들을 임명했지만, 지연이나 비효율, 불만에도 불구하고 모든 주요 결정은 자신이 내리도록 했다. 대통령의 행정 스타일을 분석하면서 역사가 제임스 맥그레거 번스는 다음과 같이 결론을 내렸다.
대통령은 자신의 행정부를 총괄했다... 최고 행정관으로서의 공식적, 비공식적 권한을 전적으로 활용하여; 목표를 높이고, 추진력을 만들고, 개인적인 충성심을 고취시키고, 사람들에게서 최선을 이끌어내며... 보좌관들 사이에 의도적으로 경쟁 의식과 의지 충돌을 조장하여 혼란, 좌절, 분노를 야기했지만, 동시에 행정적 에너지와 창의성의 불꽃을 일으켰다... 여러 사람에게 한 가지 일을, 한 사람에게 여러 가지 일을 맡겨 항소 법원, 정보 저장소, 조정 도구로서 자신의 위치를 강화했다; 내각과 같은 집단 의사결정 기관을 무시하거나 우회하면서... 그리고 항상 설득하고, 아첨하고, 조작하고, 즉흥적으로 행동하고, 재편하고, 조화시키고, 화해하고, 조종하면서.
루스벨트는 첫 국무장관으로 하원과 상원에서 활동했던 테네시주의 저명 인사 코델 헐을 선택했다. 헐은 외교 정책 전문가가 아니었지만, 오랫동안 관세 인하를 주장했으며, 상원 동료들로부터 존경받았고, 대통령직에 대한 야심이 없었다. 루스벨트의 첫 내각에는 재무장관 윌리엄 H. 우딘(루스벨트와 개인적으로 친한 저명한 산업가), 내무장관 해럴드 L. 이커스(뉴딜 정책에서 중요한 역할을 할 진보적인 공화당원), 농무장관 헨리 A. 월리스(루스벨트 선거 운동에 농업 정책을 조언했던 인물) 등 여러 영향력 있는 공화당원들이 포함되었다. 루스벨트는 또한 최초의 여성 각료인 노동부 장관 프랜시스 퍼킨스를 임명했다. 팔리는 우정청장이 되어 주요 후원 문제를 담당했다. 하우는 1936년 사망할 때까지 루스벨트의 개인 비서가 되었다. 헐, 우딘, 상무장관 다니엘 C. 로퍼의 선임은 재계에 안심을 주었으며, 월리스, 퍼킨스, 이커스는 루스벨트의 좌익 지지자들에게 호소했다. 루스벨트 내각의 대부분은 1936년까지 유지되었지만 우딘은 건강 악화로 1933년에 사임해야 했고, 그 뒤를 이어 헨리 모건소 주니어가 내각에서 가장 영향력 있는 인물이 되었고, 월리스가 그 뒤를 이었다.

## 1기 국내 문제

### 1차 뉴딜 (1933년~1934년)

1933년 취임식 날 퇴임하는 후버 대통령과 대통령 당선인 루스벨트

1933년 3월 4일 루스벨트가 취임했을 때, 경제는 바닥을 쳤다. 대공황 기간 미국의 대공황 한가운데서 미국 노동력의 4분의 1이 실업 상태였고, 2백만 명이 노숙자였으며, 산업 생산량은 1929년 이후 절반 이상 감소했다. 3월 4일 저녁까지 48개 주 중 32개 주와 컬럼비아 특별구는 은행을 폐쇄했다. 뉴욕 연방 준비 은행은 전날 패닉에 빠진 고객들이 엄청난 돈을 인출했기 때문에 5일에 개점할 수 없었다. 루스벨트는 취임 연설에서부터 경제 위기의 원인을 은행가와 금융인, 이윤 추구, 자본주의의 사리사욕에 돌렸다.
이것은 주로 인류의 상품 교환을 지배하는 통치자들이 자신들의 완고함과 무능함으로 실패를 인정하고 포기했기 때문이다. 부도덕한 환전상들의 행위는 여론의 심판대에서 비난받고 있으며, 사람들의 마음과 생각에서 거부되었다. 그들은 노력했지만, 그들의 노력은 낡은 전통의 틀에 갇혀 있었다. 신용 실패에 직면하여 그들은 더 많은 돈을 빌려주는 것만을 제안했다. 우리 백성을 잘못된 지도력에 따르게 하던 이윤의 유혹이 사라지자, 그들은 눈물을 흘리며 신뢰 회복을 간청하는 훈계에 의존했다... 환전상들은 우리 문명의 신성한 자리에서 도망쳤다. 이제 우리는 그 성전을 고대의 진리로 회복할 수 있다. 회복의 척도는 우리가 단순한 금전적 이윤보다 더 고귀한 사회적 가치를 얼마나 적용하는지에 달려 있다.
역사학자들은 루스벨트의 경제 프로그램을 "구제, 회복, 개혁" 세 가지 범주로 분류한다. 수천만 명의 실업자들에게 구제는 절실히 필요했다. 회복은 경제를 정상으로 되돌리는 것을 의미했다. 개혁은 특히 금융 및 은행 시스템의 문제점을 장기적으로 해결하는 것을 의미했다. 루스벨트는 노변정담으로 알려진 일련의 라디오 연설을 통해 자신의 제안을 미국 대중에게 직접 전달했다. 프로그램 제안을 위해 루스벨트는 조지 W. 노리스, 로버트 F. 와그너, 휴고 블랙과 같은 주요 상원의원들과 그의 브레인 트러스트 학술 고문들에게 의존했다. 후버처럼 그도 사람들이 두려워 지출하거나 투자하지 않아 불황이 부분적으로 발생했다고 보았다.

#### 은행 개혁
은행 개혁은 새로 취임한 행정부가 직면한 가장 시급한 과제였다. 수천 개의 소규모 은행이 파산했거나 파산 직전이었고, 공황에 빠진 예금자들은 은행 실패 후 예금을 잃을까 봐 은행에서 저축을 인출하려 했다. 루스벨트 당선 몇 달 후, 여러 주지사들은 예금 인출을 일시적으로 중단하기 위해 은행 휴일을 선언했다. 루스벨트가 취임할 무렵에는 주지사의 선언으로 32개 주에서 은행이 폐쇄되었다. 나머지 주에서는 많은 은행이 폐쇄되었고 예금자들은 예금의 5%만 인출할 수 있었다. 3월 5일, 루스벨트는 전국 모든 은행을 폐쇄하는 연방 은행 휴일을 선언했다. 일부는 루스벨트의 은행 휴일 선언의 헌법적 권한에 의문을 제기했지만, 위기의 심각성을 고려할 때 그의 행동은 즉각적인 정치적 저항을 거의 받지 않았다. 퇴임하는 재무장관 오그던 L. 밀스와 협력하여 루스벨트 행정부는 다음 며칠 동안 은행 산업을 구제하기 위한 법안을 마련했다.
루스벨트가 소집한 의회 특별 회기가 3월 9일에 개원하자 의회는 루스벨트의 1933년 긴급은행법을 신속히 통과시켰다. 일부 급진주의자들이 희망하고 많은 보수주의자들이 두려워했던 금융 산업의 국유화 대신, 이 법안은 연방 지원을 통해 민간 소유 은행을 안정화하는 데 사용되었다. 이어지는 제73차 의회의 "첫 100일" 동안 전례 없는 양의 입법이 이루어졌으며 이는 미래 대통령들과 비교될 기준점이 되었다. 은행이 3월 13일 월요일에 재개되었을 때 주가는 15% 상승했고 은행 예금은 인출액을 초과하여 은행 공황은 끝났다.
미국인들에게 금융 시스템에 대한 신뢰를 주기 위해 고안된 또 다른 조치로, 의회는 글래스-스티갈 법을 제정하여 상업 은행이 할 수 있는 투자를 제한하고 상업 은행과 증권 회사 간의 제휴를 종식시켜 투기를 억제했다. 개방된 은행의 예금자들은 새로 설립된 미국 예금보험공사(FDIC)로부터 보험 보장을 받았으며, 영구적으로 폐쇄된 은행의 예금자들은 결국 달러당 85센트를 돌려받았다. 루스벨트 자신은 은행 예금 보험에 대해 회의적이었으며, "우리는 미국 정부가 개별 은행의 실수와 오류에 책임을 지고, 미래에 부실 은행에 프리미엄을 부여하는 것을 원치 않는다"라고 말했다. 그러나 대중의 지지는 압도적이었고, 은행 파산 건수는 거의 0으로 떨어졌다.

#### 실업자 구제
실업자 구제는 뉴딜 정책의 주요 우선순위였으며, 루스벨트는 뉴욕 주지사 시절 시작했던 프로그램들과 후버가 시작했던 프로그램들을 모방했다. 1933년부터 1935년까지 가장 큰 프로그램이었던 연방긴급구제국(FERA)은 직접 구제를 받는 사람들을 고용하기 위한 작업 구제 프로젝트를 운영하기 위해 지역에 돈을 주는 것을 포함했다. FERA는 뉴욕에서 루스벨트 아래 유사한 프로그램을 이끌었던 해리 홉킨스가 이끌었다. 또 다른 기관인 공공사업국(PWA)은 인프라 프로젝트에 자금을 지원하기 위해 설립되었으며, 뉴딜 정책의 가장 적극적인 제국 건설자 중 한 명인 내무장관 해럴드 이커스가 이끌었다. 일자리 구제 제공에서 연방 정부의 역할을 늘리기 위해 홉킨스는 실업자라면 누구에게나 고용을 제공할 공공근로사업국(CWA)의 설립을 성공적으로 추진했다. 4개월도 안 되어 CWA는 4백만 명을 고용했으며, 5개월 동안 운영되는 동안 CWA는 200개의 수영장, 3,700개의 놀이터, 40,000개의 학교, 250,000 마일 (400,000 km)의 도로, 1,200만 피트의 하수관을 건설하고 보수했다. CWA는 매우 인기가 많았지만, 루스벨트는 비용 문제와 정부가 영구적인 최종 고용자로 봉사할 것이라는 선례를 만드는 것에 대한 두려움 때문에 1934년 3월에 이를 취소했다.

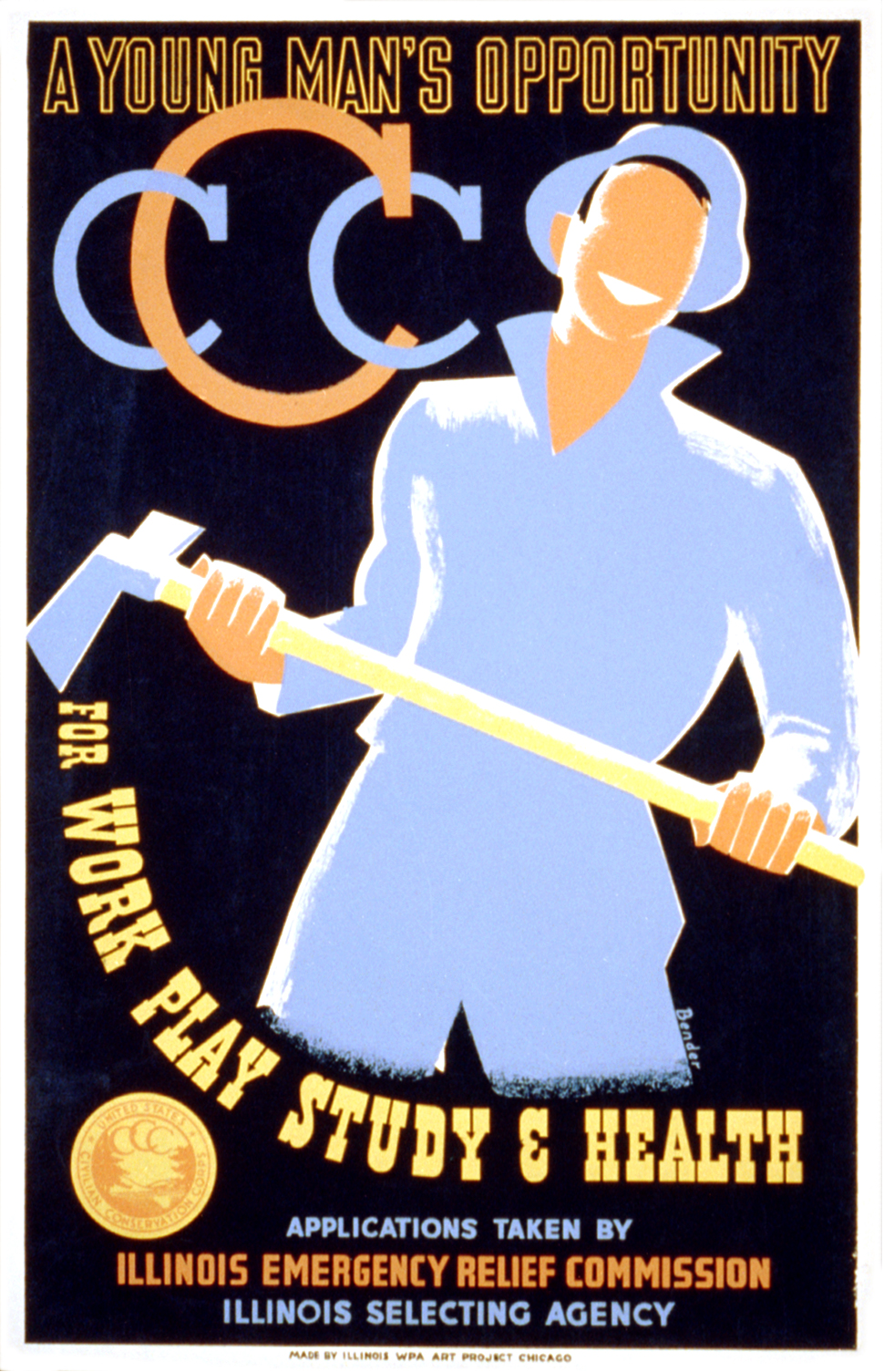
일리노이주 WPA 예술 프로젝트 시카고의 앨버트 M. 벤더 포스터(1935)

모든 뉴딜 기관 중에서 가장 인기 있었고 루스벨트가 가장 좋아했던 기관은 민간 보존단(CCC)이었다. CCC는 25만 명의 실업 청년을 고용하여 6개월 동안 농촌 프로젝트에서 일하게 했다. 이 단체는 전직 노동조합 간부였던 로버트 페치너가 이끌었으며, 그는 노동조합에 등록된 사람들이 실업 노동조합원들과 경쟁할 만한 기술을 훈련받지 않을 것이라고 약속했다. 대신, 그들은 미숙련 건설 노동을 했으며, 특히 주립 및 국립 공원에 도로와 레크리에이션 시설을 건설했다. 각 CCC 캠프는 육군 예비역 장교가 관리했다. 음식, 의류, 물품, 의료 및 치과 서비스는 현지에서 구매되었다. CCC 캠프에서 일하는 젊은이들은 하루에 1달러를 받았는데, 이 돈의 대부분은 부모에게 보냈다. 흑인들은 그들만의 캠프에 등록되었고, CCC는 인디언들을 위해 완전히 별도의 부서를 운영했다.

#### 농업
루스벨트는 농업 문제에 높은 비중을 두었다. 농민은 국가 노동력의 30%를 차지했으며, 뉴딜 지지자들은 농업 회복이 전체 경제를 활성화하는 데 도움이 되기를 바랐다. 뉴딜 농업 프로그램의 지휘는 역동적이고 지적인 개혁가인 농무장관 헨리 월리스에게 있었다. 지속적인 1920년대 농업 위기는 대공황의 시작으로 더욱 악화되었으며, 빚에 시달리는 농가에서 차압이 흔했다. 농민들은 저렴한 가격이 개별 농민의 생산량 증대를 부추기고, 이는 다시 공급량 증가로 가격을 하락시키는 악순환에 갇혀 있었다. 후버 행정부는 농산물 과잉 생산 문제를 해결하기 위해 농산물 잉여를 구매하여 연방농업위원회를 설립했지만 가격을 안정화하지 못했다. 1930년대에는 중서부 농민들이 황진으로 알려진 일련의 심각한 모래폭풍과 씨름해야 했으며, 이는 영향을 받은 지역에서의 이주를 촉발했다.
1933년 농업조정법은 농업조정국(AAA)을 설립했다. 이 법은 주요 농업 조직, 특히 농업국 지도자들의 요구를 반영했으며, 월리스, M.L. 윌슨, 렉스포드 터그웰, 조지 픽과 같은 루스벨트의 농업 고문들 간의 논쟁을 반영했다. AAA의 목표는 인위적인 희소성을 통해 상품 가격을 올리는 것이었다. AAA는 "국내 할당제"를 사용하여 옥수수, 면화, 유제품, 돼지, 쌀, 담배, 밀의 총 생산량을 설정했다. AAA는 토지 소유자들에게 일부 토지를 유휴 상태로 두는 대가로 보조금을 지급했으며, 보조금 자금은 새로운 식품 가공세에서 충당되었다. 목표는 1910년-1914년 가격을 기준으로 한 지표인 "패리티" 수준까지 농산물 가격을 올리는 것이었다. 1933년 목표를 달성하기 위해 10백만 에이커 (40,000 km2)의 재배 면화가 갈아엎어졌고, 풍성한 농작물이 썩도록 방치되었으며, 6백만 마리의 새끼 돼지가 도살되어 버려졌다. 뉴딜 정책 첫 3년 동안 상품 가격이 상승하면서 농가 소득이 크게 증가했다. 그러나 일부 분익소작농들은 새로운 제도 아래에서 고통받았는데, 일부 지주들이 휴한지 보조금으로 배포된 연방 보조금을 착복했기 때문이다.

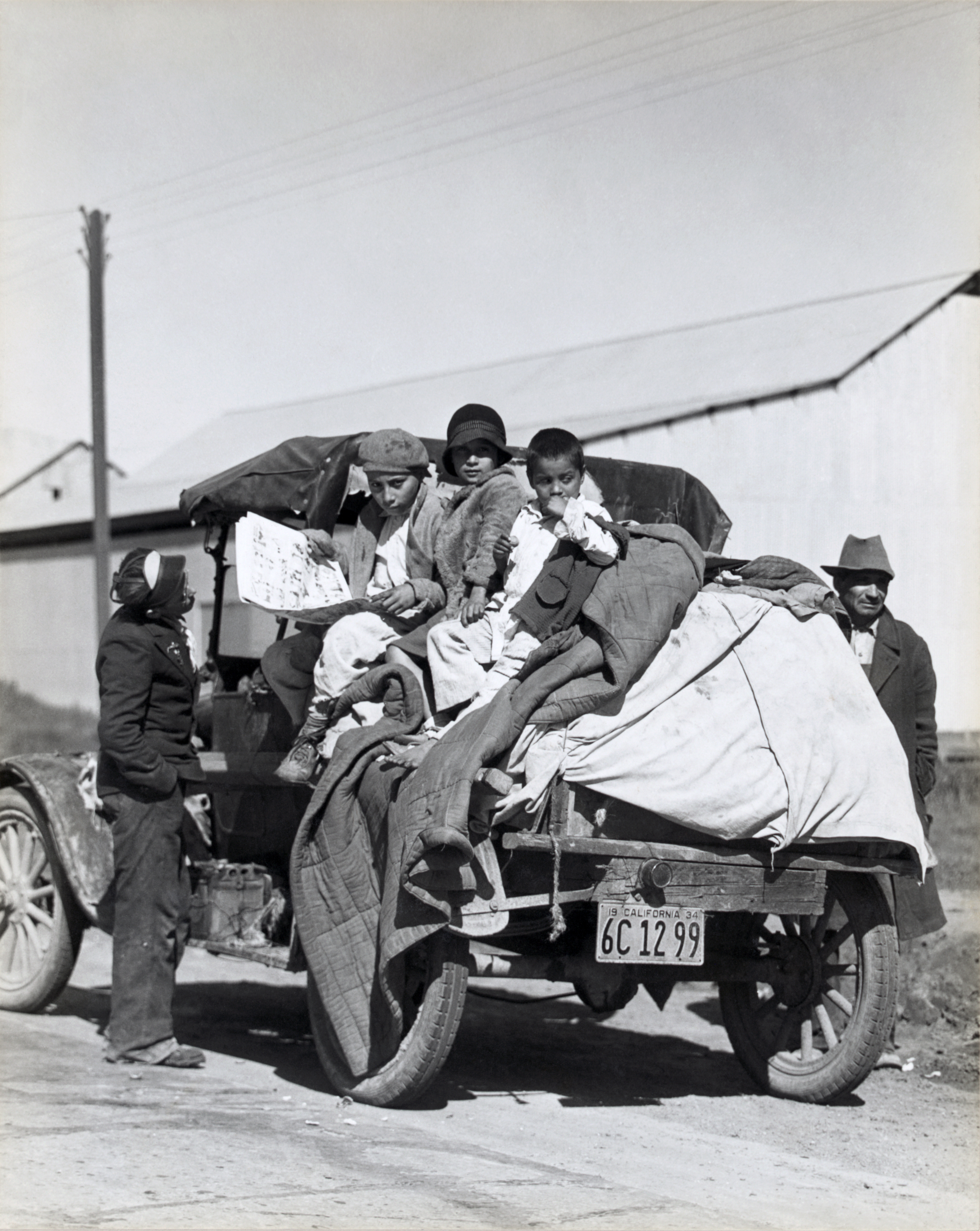
1935년 3월 캘리포니아의 이주 농가(사진: 도로시아 랭)

AAA는 이러한 대규모로 운영된 최초의 연방 농업 프로그램이었으며, 경제의 전체 농업 부문 계획에서 장기적인 연방 역할을 확립했다. 1936년, 대법원은 기술적인 이유로 AAA가 위헌이라고 선언했다. 1938년 농업조정법이 통과되면서 AAA는 법원 승인을 얻은 유사한 프로그램으로 대체되었다. 농민들에게 밭을 경작하지 않는 대가로 돈을 지불하는 대신, 새로운 프로그램은 자주개자리와 같이 시장에 판매되지 않을 토양 비옥화 목초 작물을 심는 대가로 보조금을 지급했다. 농업 생산에 대한 연방 규제는 그 이후로 여러 번 수정되었지만, 농민에게 보조금을 지급하는 기본 철학은 여전히 유효하다.

#### 농촌 구제

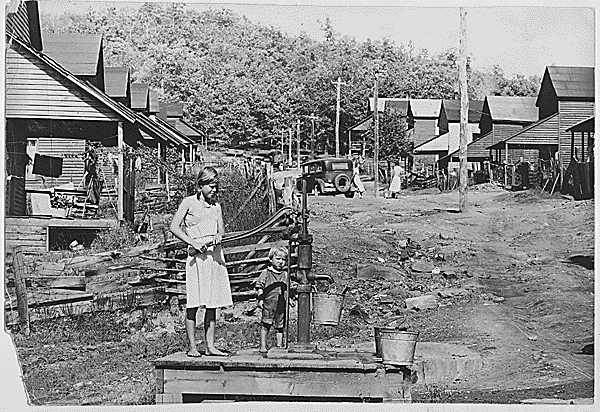
1942년 테네시주 펜트레스 카운티 와일더에서는 현대적인 방식이 오지 않았다 (테네시강 유역 개발 공사, 1942년)

특히 남부에서는 많은 농촌 가구가 심한 빈곤 속에서 살았다. 재정착국과 그 후계 기관인 농업안전국(FSA)은 이주민과 소규모 농민을 돕는 최초의 국가 프로그램으로, 이들의 곤경은 1939년 소설과 영화 분노의 포도를 통해 전국적인 관심을 받았다. 뉴딜 정책 지도자들은 농민이 이미 너무 많다고 생각했기 때문에 농장 구매를 위한 대출 요구를 거부했다. 루스벨트 행정부는 병든 인구에게 제공되는 보건 시설을 개선하기 위해 대대적인 노력을 기울였다. 농업신용관리국은 많은 주택 담보 대출을 재융자하여 이주 농가의 수를 줄였다. 1935년, 행정부는 농촌전력화국(REA)을 설립하여 농촌 지역에 전선을 건설하고 수백만 명에게 처음으로 전기를 공급했다. REA 설립 후 10년 동안 전기가 공급되는 농가의 비율은 20% 미만에서 약 90%로 증가했다.
루스벨트는 존 콜리어를 인디언 사무국의 수장으로 임명했으며, 콜리어는 미국 원주민에 대한 정책에서 문화 동화를 강조하지 않는 방향으로의 전환을 주도했다. 미국 원주민들은 CCC와 새로 설립된 토양보존국을 포함한 다른 뉴딜 프로그램에서 일했다.
1933년, 행정부는 테네시강 유역 개발 공사(TVA)를 출범시켰는데, 이는 홍수를 억제하고 전기를 생산하며 미국 남부의 테네시강 유역 지역에 있는 매우 가난한 농장을 현대화하기 위한 전례 없는 규모의 댐 건설 계획을 포함하는 프로젝트였다. 아서 어니스트 모건의 지도 아래 TVA는 협력적이고 평등주의적인 삶의 모델이 되도록 설계된 신도시인 노리스 (테네시주)와 같은 계획 공동체를 건설했다. TVA의 더 야심찬 실험들은 일반적으로 성공하지 못했지만, 1940년까지 TVA는 미국에서 가장 큰 전력 생산자가 되었다. 루스벨트 행정부는 또한 보니빌 전력청을 설립했으며, 이는 비록 소규모이지만 태평양 북서부에서 TVA와 유사한 기능을 수행했다.

#### 산업을 위한 NRA
루스벨트 행정부는 AAA와 함께 경제 번영을 회복하기 위해 고안된 두 가지 주요 프로그램 중 하나로 국가회복국(NRA)을 출범시켰다. NRA는 1933년 국가산업부흥법(NIRA)에 의해 설립되었으며, 산업 부문에 개혁을 시행하기 위해 고안되었다. NRA의 입안자들은 찰스 R. 반 하이스의 작업에 크게 영향을 받았는데, 그는 법인신탁을 산업화된 사회의 피할 수 없는 특징으로 본 진보주의 학자였다. 하이스는 신탁의 성장을 막기 위한 반독점법을 옹호하는 대신, 신탁을 규제하는 정부 기관의 설립을 선호했다. NRA는 최저 가격, 최저 임금, 경쟁하지 않겠다는 합의, 생산 제한 등 특정 산업 내 모든 기업의 운영 규칙을 설정하는 코드를 만들도록 산업계를 강제하여 무자비한 경쟁을 끝내려 했다. 산업 지도자들은 NIRA 관리들의 승인과 지도를 받아 코드를 협상했다. 다른 조항들은 노동조합 결성을 장려하고 독점 금지법을 유예했다.
루스벨트는 제1차 세계 대전 당시 국가 경제를 지휘했던 경험을 바탕으로 휴 새뮤얼 존슨을 NRA의 수장으로 임명했다. 존슨은 NRA를 이용하여 가격 인하를 통해 산업 과잉 생산과 과도한 경쟁을 억제했다. 그는 높은 임금을 유지하려고 노력했다. NRA는 2백만 기업의 NRA 코드 생성 및 준수 서약을 받았으며, NRA와 협력하는 기업을 나타내는 블루 이글 상징은 어디에서나 볼 수 있게 되었다. NRA는 경제 회복에 중요하다고 판단되는 10개 필수 산업을 목표로 삼았으며, 섬유 산업부터 시작하여 석탄, 석유, 철강, 자동차, 목재로 전환했다. 행정부는 산업에 코드를 지시하기를 꺼렸지만, 기업들이 코드에 동의하도록 압력을 가했고 소비자들에게 코드 준수 기업의 제품을 구매하도록 촉구했다. 각 NRA 코드는 특정 산업에 고유했기 때문에 NRA 협상가들은 코드의 세부 사항을 설정하는 데 큰 영향력을 행사했으며, 많은 코드가 노동자보다 관리자에게 유리했다. NRA는 그 미시적인 관리 방식 때문에 일반 대중 사이에서 점점 인기가 없어졌고, 행정부 내에서도 많은 사람들이 이를 비효율적이라고 보기 시작했다. 대법원은 1935년 5월 만장일치로 NRA가 위헌이라고 판결했으며, 폐쇄에 대한 대중의 항의는 거의 없었다.
NRA의 규제 역할을 대체하기 위해 뉴딜은 특정 산업을 규제하기 위해 여러 영구 기관을 설립하거나 강화했다. 1934년, 의회는 전화와 라디오를 규제하는 연방 통신 위원회를 설립했다. 민간항공국은 급성장하는 상업 항공 산업을 규제하기 위해 1938년에 설립되었으며, 1935년에는 주간상업위원회의 권한이 트럭 운송 산업으로 확장되었다. 연방거래위원회도 새로운 임무를 부여받았다.

#### 통화 정책
농업조정법에는 대통령이 달러의 금 함량을 줄이고, 은화를 주조하며, 금이나 은으로 뒷받침되지 않는 30억 달러의 불환지폐를 발행할 수 있도록 허용하는 토마스 수정안이 포함되어 있었다. 1933년 4월, 루스벨트는 미국을 금본위제에서 벗어나게 했다. 금본위제에서 벗어남으로써 루스벨트는 경제에 타격을 준 물가 급락을 극복하기 위해 인플레이션 정책을 추구할 수 있었다. 인플레이션은 공공 및 민간 부채의 실질적인 규모를 줄일 것이었다. 인플레이션 정책의 일환으로 루스벨트는 런던경제회의에서 통화 환율을 안정화하려는 노력에 참여하기를 거부했다. 루스벨트의 그 회의에 대한 "폭탄 메시지"는 세계 강대국들의 세계적인 불황 종식을 위한 주요 노력을 효과적으로 종식시켰고, 루스벨트에게 경제 정책에서 자유로운 손을 허용했다. 루스벨트는 관세에 대해 협상할 의향이 있었지만, 고정환율제를 받아들이거나 제1차 세계 대전 중 발생한 유럽 부채를 줄이는 것을 거부했다. 1933년 10월, 루스벨트 행정부는 그러한 구매가 인플레이션으로 이어지기를 희망하며 금을 구매하는 정책을 시작했다. 이 프로그램은 케인스와 같은 관찰자들뿐만 아니라 경화 행정부 관리들인 딘 애치슨과 같은 이들로부터 강력한 비판을 받았지만, 많은 농촌 지역 사회를 달래는 데는 성공했다. 1935년, 의회는 1935년 은행법을 통과시켰는데, 이는 연방공개시장위원회를 연방준비제도 이사회의 직접적인 통제하에 두어 연방 준비 제도의 통화 공급 통제 및 경기 순환 대응 능력을 향상시켰다.

#### 증권 규제
1934년 증권거래법은 무책임한 시장 조작과 증권에 대한 허위 정보 유포를 종식시키기 위해 독립적인 미국 증권거래위원회를 설립했다. 루스벨트는 유명하게 성공한 투기꾼인 조지프 P. 케네디를 증권거래위원회 위원장으로 임명하여 월스트리트를 정화하도록 했다. 케네디는 윌리엄 O. 더글러스와 아베 포터스를 포함한 개혁 임무를 가진 추진력 있는 팀을 임명했으며, 이들은 모두 나중에 대법원 대법관으로 임명되었다. 증권거래위원회는 네 가지 임무를 가졌다. 첫째, 그리고 가장 중요한 것은 증권 시장에 대한 투자자의 신뢰를 회복하는 것이었다. 이는 내부적 무결성에 대한 의구심과 루스벨트 행정부의 반기업적 요소가 제기하는 외부 위협 때문에 사실상 붕괴된 상태였다. 둘째, 무결성 측면에서 증권거래위원회는 허위 정보, 사기 장치, 건전하지 못한 일확천금 계획에 기반한 사소한 사기를 제거해야 했다. 셋째, 사기보다 훨씬 더 중요한 것은 증권거래위원회가 대기업 내부의 수백만 달러 규모의 내부자 조작을 종식시켜야 한다는 것이었다. 이는 회사 상태에 대한 정보에 접근할 수 있는 내부자들이 자신의 증권을 언제 사고팔아야 할지 아는 것을 의미했다. 마지막으로, 증권거래위원회는 미국에서 판매되는 모든 증권에 대해 명확한 규칙과 지침을 포함하는 복잡한 등록 시스템을 구축해야 했다. 기업 정보 공개를 의무화하고 투자자들이 정보에 입각한 결정을 내릴 수 있도록 함으로써 증권거래위원회는 투자자 신뢰 회복이라는 목표를 크게 달성했다.
첫 100일의 일환으로 루스벨트는 1933년 증권법의 통과를 촉진했다. 이 법은 연방거래위원회의 권한을 확장하고 증권을 발행하는 기업이 발행하는 증권에 대한 정보를 공개하도록 요구했다. 또 다른 주요 증권법인 1935년 공익사업지주회사법은 대규모 공공사업 지주회사를 해체했다. 이 법은 지주회사가 자회사 공공사업 회사로부터 이익을 착취하면서 고객을 이용했다는 우려에서 비롯되었다.

#### 주택
주택 건설은 경제 회복의 잠재적 구성 요소로 널리 인식되었다. 케인스와 와그너 상원의원 모두 대규모 공공 주택 프로젝트를 선호했지만, 루스벨트 행정부는 민간 주택 소유를 증진하기 위한 프로그램에 우선순위를 두었다. 1933년, 루스벨트는 주택소유자대출공사를 설립하여 재융자 프로그램을 제공함으로써 주택 차압을 방지하는 데 도움을 주었다. 1934년에 설립된 연방주택관리국은 전국 주택 건설 기준을 설정하고 장기 주택 담보 대출에 보험을 제공했다. 또 다른 뉴딜 기관인 패니 메이는 모기지 유동화를 제공하여 이차 주택 담보 대출 시장에서 모기지를 판매할 수 있도록 함으로써 대출 기관에 주택 대출을 더 매력적으로 만들었다. 뉴딜 정책 하에 설립된 주택 기관들은 1930년대에 새로운 주택 건설에 크게 기여하지는 못했지만, 전후 주택 붐에 중요한 역할을 했다.

#### 금주법 폐지
루스벨트는 일반적으로 금주법 문제에 대해 침묵했지만, 1932년에 그의 당과 대중이 금주법에 반대하자 그는 폐지를 위해 선거 운동을 벌였다. 100일 동안 그는 약한 맥주(알코올 함량 3.2%)를 허용되는 최대치로 재정의하는 컬런-해리슨 법에 서명했다. 수정 헌법 제21조는 그해 말에 비준되었다. 그는 수정안에 관여하지 않았지만 많은 공로를 인정받았다. 금주법 폐지는 연방, 주, 지방 정부에 새로운 세수입을 가져왔고 루스벨트가 광범위한 대중의 지지를 얻은 선거 공약을 지키는 데 도움이 되었다. 또한 불법 주류 판매로 큰 이득을 얻었던 대도시 범죄 조직과 농촌 밀주업자를 약화시켰다.

### 제2차 뉴딜 (1935년~1936년)
"제2차 뉴딜"은 역사학자들이 루스벨트의 1기 임기 마지막 2년 동안 통과된 극적인 국내 정책을 지칭하는 용어이다. 처음 2년 동안 모든 기존 이익 집단을 포괄하려던 노력과는 달리, 루스벨트는 좌익으로 움직여 노동조합, 빈농, 실업자들을 돕는 데 집중했다. 그는 보수주의자, 기업, 은행 이익 집단으로부터 커지는 반대에 맞서 적극적으로 싸웠다.

#### WPA
1935년까지 경제는 최저점보다 21% 성장했지만, 실질 국민 총생산은 1929년 최고점보다 여전히 11% 낮았다. 마침내 1936년에는 1929년을 따라잡고 넘어섰다. 실업률은 20%로 여전히 큰 문제였다. 그러나 농가 소득은 회복되고 있었다. 경제가 여전히 불황에 빠져 있었고, 1934년 중간 선거에서 민주당이 승리한 후, 루스벨트는 "제2차 뉴딜"을 제안했다. 이는 회복뿐만 아니라 일반 미국인들에게 장기적인 안정과 안보를 제공하도록 고안된 정부 프로그램으로 구성되었다. 1935년 4월, 루스벨트는 1935년 긴급구제예산법의 통과를 이끌어냈는데, 이는 1933년의 노동 구제 프로그램과는 달리 정부가 최후의 고용자로서 장기적인 역할을 할 수 있도록 허용했다. 루스벨트를 비롯한 많은 사람들은 민간 부문이 다시는 자체적으로 완전 고용을 제공할 수 없을 것이라고 우려했다. 긴급구제예산법에 의해 만들어진 주요 프로그램은 해리 홉킨스가 이끄는 공공사업진흥국(WPA)이었다. WPA는 병원, 학교, 도로와 같은 다양한 프로젝트에 자금을 지원했으며, 65만 마일의 고속도로와 도로, 12만 5천 개의 공공 건물, 그리고 교량, 저수지, 관개 시스템 및 기타 프로젝트를 건설한 850만 명 이상의 노동자를 고용했다. 이커스의 PWA는 계속 기능했지만, WPA는 주요 뉴딜 노동 구제 프로그램이 되었으며 FERA는 중단되었다. 명목상 25,000달러가 넘는 건설 프로젝트만 수행하도록 되어 있었지만, WPA는 연방작가 프로젝트와 같은 다른 프로그램에도 보조금을 제공했다.
CWA 및 CCC와 마찬가지로 WPA는 일반적으로 지방 정부와의 협력을 기반으로 했는데, 지방 정부는 계획, 부지 및 중장비를 제공하고 연방 정부는 노동력을 제공했다. 공공 공원에 새로운 레크리에이션 시설을 건설하는 것이 이 모델에 부합했으며, 농촌 및 도시 지역 모두에 수만 개의 레크리에이션 및 스포츠 시설이 건설되었다. 이 프로젝트는 실업자에게 일자리를 제공하는 것을 주요 목표로 했지만, 당시 건강한 사회에서 신체 단련 및 레크리에이션에 대한 광범위한 요구에도 부응했다. 루스벨트는 자신의 프로그램의 레크리에이션 및 스포츠 차원을 강력히 지지했다. WPA는 레크리에이션 시설에 9억 4천 1백만 달러를 지출했는데, 여기에는 5,900개의 운동장과 놀이터, 770개의 수영장, 1,700개의 공원 및 8,300개의 레크리에이션 건물이 포함되었다.

##### 전국청년행정국
전국청년행정국(NYA)은 WPA 내의 반자율적인 기관이었다. 이 기관은 고등학교 및 대학과 긴밀히 협력하여 워크-스터디 프로그램을 설립했다. 오브리 윌리스 윌리엄스의 지휘 아래 NYA는 직업 기술 교육을 전문으로 하는 견습 프로그램과 주거 캠프를 개발했다. 이는 흑인 학생들을 등록시키기 위해 명시적인 노력을 기울인 최초의 기관 중 하나였다. NYA 워크-스터디 프로그램은 고등학교, 대학 및 대학원생 월별 최대 50만 명의 학생들에게 도달했다. NYA는 또한 공립학교 시스템이나 학술 교육 학교와는 완전히 별개의 고등학교를 설립했다.

#### 사회보장

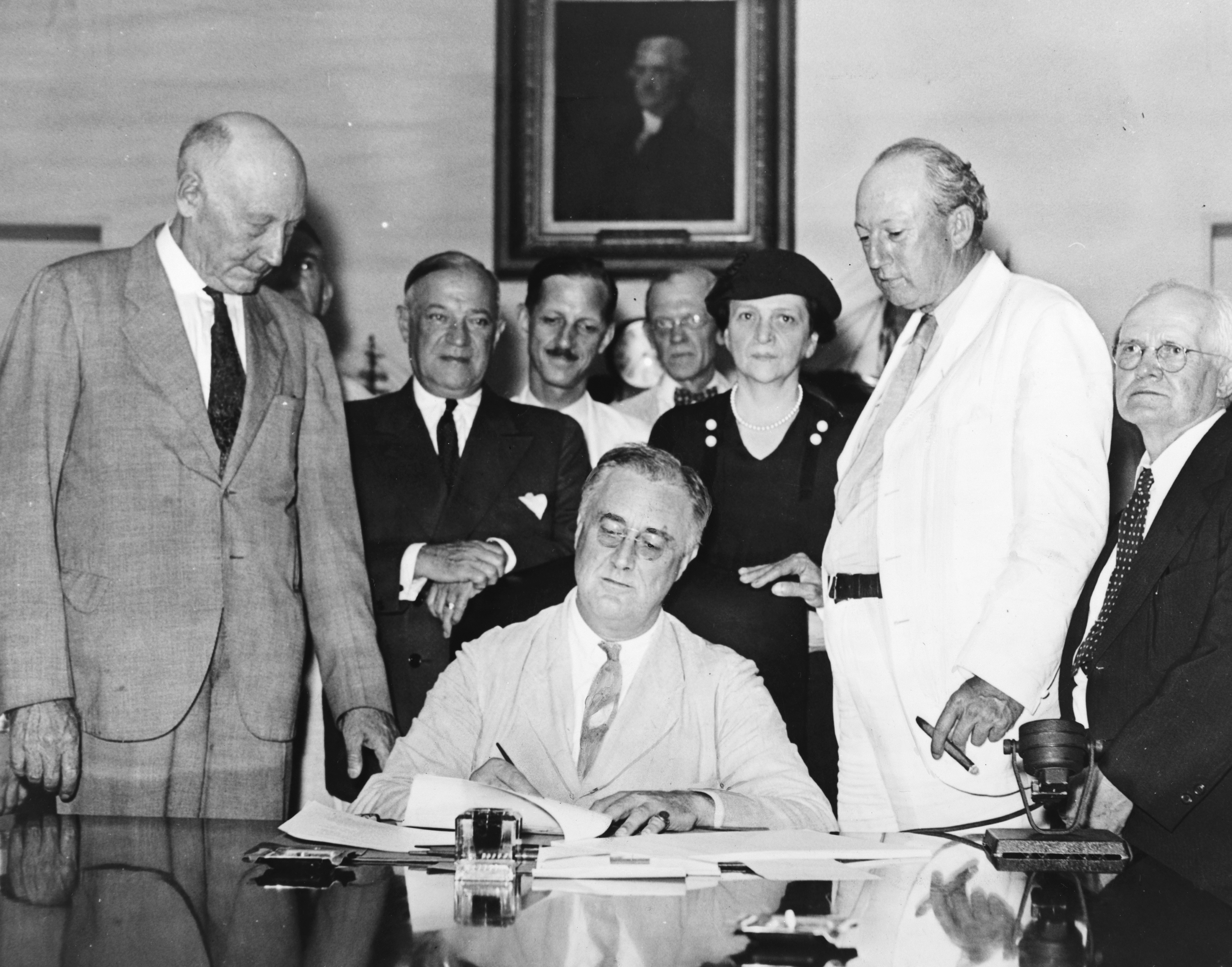
1935년 8월 14일, 루스벨트가 사회보장법에 서명하다.

미국은 사회 보장 제도가 없는 유일한 현대 산업 국가였으며, 몇몇 주에는 빈약하게 자금 지원을 받는 노령 보험 프로그램이 있었다. 연방 정부는 남북 전쟁 및 기타 전쟁 이후 참전 용사들에게 연금을 지급했으며, 일부 주에서는 자발적인 노령 연금 제도를 설립했지만, 그 외에는 미국은 사회 보험 프로그램에 대한 경험이 거의 없었다. 대부분의 미국 노동자들에게 노년으로 인한 퇴직은 현실적인 선택지가 아니었다. 1930년대에 의사 프랜시스 타운젠드는 연방 정부가 노인들에게 매달 200달러를 직접 지급할 것을 요구하는 그의 연금 제안에 대한 지지를 결집시켰다. 루스벨트는 타운젠드의 계획 뒤에 있는 일반적인 사고에 매력을 느꼈는데, 이는 더 이상 일할 능력이 없는 사람들을 부양하는 동시에 경제의 수요를 자극하고 노동 공급을 줄일 것이기 때문이었다. 1934년, 루스벨트는 노동부 장관 퍼킨스가 의장을 맡은 경제안보위원회에 노령 연금 프로그램, 실업 보험 시스템, 그리고 국민 건강 보험 프로그램을 개발하도록 지시했다. 국민 건강 보험 시스템에 대한 제안은 철회되었지만, 위원회는 주로 주에서 관리하는 실업 보험 프로그램을 개발했다. 위원회는 또한 루스벨트의 주장에 따라 노동자들의 개인 기여금으로 자금이 조달될 노령 계획을 개발했다.
1935년 1월, 루스벨트는 사회보장법을 제안했으며, 이를 타운젠드 계획의 보다 실용적인 대안으로 제시했다. 여러 차례의 의회 청문회 끝에 사회보장법은 1935년 8월에 법으로 제정되었다. 사회보장법에 대한 의회 논의 중에 이 프로그램은 사회보장 수혜자의 미망인과 부양가족에게도 지급을 제공하도록 확대되었다. 법에 포함되지 않은 직업 범주에는 농업 노동자, 가사 서비스 종사자, 공무원, 그리고 많은 교사, 간호사, 병원 직원, 사서, 사회복지사가 포함되었다. 이 프로그램은 새로 설립된 급여세로 자금이 조달되었으며, 이는 나중에 연방보험기여금법으로 알려졌다. 사회보장세는 주정부가 고용주로부터 징수하며, 고용주와 직원 모두 세금에 동등하게 기여한다. 사회보장세가 역진세였고 사회보장 혜택이 각 개인이 시스템에 얼마나 지불했는지에 따라 결정되었기 때문에, 이 프로그램은 퍼킨스를 포함한 일부 개혁가들이 희망했던 방식으로 소득 재분배에 기여하지 못할 것이었다. 사회보장 프로그램을 만든 것 외에도 사회보장법은 주에서 관리하는 실업 보험 시스템과 미혼모 가정을 지원하는 부양가족 지원법 프로그램을 설립했다. 서유럽 국가들의 사회보장 시스템과 비교할 때, 1935년 사회보장법은 다소 보수적이었다. 그러나 처음으로 연방 정부는 노인, 일시적 실업자, 부양 아동 및 장애인의 경제적 안보에 대한 책임을 졌다. 사회보장법의 지속적인 중요성을 반영하여, 전기 작가 케네스 S. 데이비스는 나중에 사회보장법을 "미국 역사상 가장 중요한 사회 입법"이라고 불렀다.
경제안보위원회가 원래는 전국 건강 관리 시스템을 개발하려고 했지만, 사회보장법은 결국 농촌 지역 사회와 장애인을 돕기 위해 고안된 비교적 소규모의 건강 관리 보조금만 포함했다. 루스벨트가 대규모 건강 보험 프로그램을 포함시키지 않은 주된 이유는 그러한 프로그램에 대한 적극적인 대중, 의회 또는 이익 단체의 지지가 부족했기 때문이었다. 루스벨트의 전략은 프로그램에 대한 수요가 나타날 때까지 기다렸다가 그것이 충분히 인기가 있다고 생각되면 지지를 표명하는 것이었다. Jaap Kooijman은 루스벨트가 "개혁가들을 낙담시키지 않으면서 반대자들을 진정시키는" 데 성공했다고 썼다. 제2차 세계 대전 중, 의원 그룹은 연방 자금 지원 보편적 건강보장을 제공할 와그너-머레이-딩겔 법안을 도입했다. 루스벨트는 이를 지지하지 않았고, 보수주의자들이 의회를 장악하고 있었기 때문에 통과될 가능성이 거의 없었다. 건강 보험은 트루먼의 페어딜 정책에서 제안되었지만, 부결되었다.

#### 노동조합과 NLRB
1935년 전국노동관계법(NLRB), 일명 와그너 법은 노동자들에게 자신들이 선택한 노동조합을 통한 단체교섭권을 보장했다. 이 법은 노동조합원 차별과 같은 불공정 노동 관행을 금지했다. 이 법은 또한 임금 협상을 촉진하고 노동 분규를 억제하기 위해 전국노동관계위원회(NLRB)를 설립했다. 와그너 법은 고용주에게 직원들과 합의에 도달하도록 강제하지는 않았지만, 1932년 노리스-라과디아 법과 함께 통과되면서 노동조합은 유리한 법적, 정치적 환경에 놓이게 되었다. 노동 계급의 투쟁을 묘사한 인기 작품, 민족 갈등 감소, 라폴레트 위원회의 반노동 학대 조사 등 다른 요인들도 노동에 대한 대중의 분위기를 더욱 호의적으로 만들었다. 그 결과 특히 대량 생산 부문에서 노동조합 가입이 엄청나게 증가했다. 플린트 연좌 파업이 제너럴 모터스의 생산을 위협했을 때, 루스벨트는 많은 전임 대통령들이 세운 선례를 깨고 개입을 거부했다. 이 파업은 결국 제너럴 모터스와 미국 자동차 산업의 경쟁사 모두의 노조 결성으로 이어졌다. 플린트 연좌 파업 이후, US 스틸은 강철 노동자 조직 위원회를 인정했다. 노동조합원 수는 1933년 3백만 명에서 1930년대 말 8백만 명으로 증가했으며, 조합원의 대부분은 남부 외 지역에 거주했다.

### 기타 국내 정책

#### 재정 정책

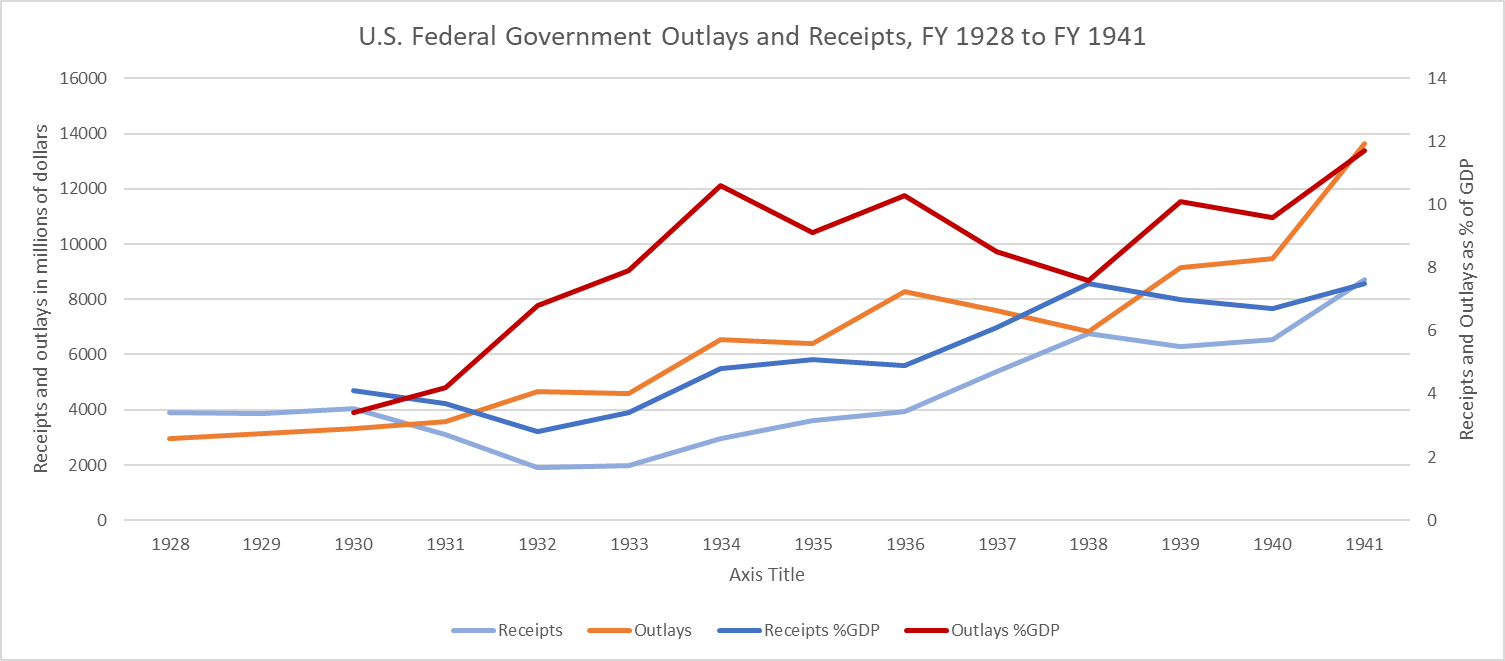
1930년대 미국의 연방 정부 세입 및 지출

루스벨트는 구호를 위한 비상 지출 프로그램이 일시적이라고 주장했으며, 존 메이너드 케인스와 같은 경제학자들이 제안한 적자 지출을 거부했다. 그는 정규 연방 예산을 삭감하겠다는 선거 공약을 지켰다. 여기에는 1932년 7억 5천2백만 달러에서 1934년 5억 3천1백만 달러로 국방비 삭감이 포함되었다. 그는 50만 명의 참전용사와 과부들을 연금 수급자 명단에서 제외하고 나머지 수급자들의 혜택을 줄이는 방식으로 참전용사 혜택 지출을 40% 삭감했으며, 연방 공무원 급여를 삭감하고 연구 및 교육 지출을 줄였다. 참전용사들은 잘 조직되어 강력하게 시위했고, 대부분의 혜택은 1934년까지 복원되거나 증가되었다. 1933년 6월, 루스벨트는 5천만 달러의 연금 지급을 복원했고, 의회는 4천6백만 달러를 추가했다. 아메리칸 리전과 재향군인회와 같은 참전용사 단체들은 1936년 1월 의회가 대통령의 거부권을 무시하고 보너스 법을 통과시키면서 1945년에 지급될 혜택을 즉시 현금으로 전환하려는 캠페인에서도 승리했다. 보너스 법은 GDP의 2%에 해당하는 금액을 소비 경제에 투입하여 큰 경기 부양 효과를 가져왔다. 정부 지출은 1932년 후버 시절 국내총생산(GNP)의 8.0%에서 1936년에는 GNP의 10.2%로 증가했다.
1935년 중반, 루스벨트는 세법의 대대적인 개혁을 우선시하기 시작했다. 그는 최고 소득자에 대한 더 높은 세금, 더 높은 상속세, 누진 법인세, 그리고 법인간 배당금에 대한 세금 부과를 추진했다. 이에 대응하여 의회는 1935년 세입법을 통과시켰는데, 이는 비교적 적은 세수를 늘렸지만 최고 소득자에 대한 세금을 인상했다. 5백만 달러 이상의 소득에 대해 79%의 최고 세율이 설정되었다. 1935년에는 존 D. 록펠러 단 한 명만이 최고 세율을 납부했다. 1936년 초, 보너스 법이 통과된 후, 루스벨트는 다시 법인 이익에 대한 세금을 인상하려고 했다. 의회는 루스벨트의 제안보다 적은 세수를 늘리는 법안을 통과시켰지만, 법인 이익에 대한 미분배 이익세를 부과했다.

#### 환경 및 보전
루스벨트는 가족 영지에서 젊은 시절부터 임업에 관심을 가졌던 것처럼 환경과 보전에 평생 관심을 가졌다. 비록 FDR이 TR만큼 야외 활동을 하거나 스포츠를 즐기는 사람은 아니었지만, 그의 국립 시스템 확장은 비할 바가 없었다. FDR은 140개의 국립 야생동물 보호구역(특히 새들을 위한)을 만들었고, 29개의 국유림과 29개의 국립공원 및 기념물을 지정했다. 여기에는 에버글레이즈 국립공원과 올림픽 국립공원도 포함된다. 그의 환경 정책은 세 가지 주요 영역으로 나눌 수 있다. 첫째, 그의 초점은 오랫동안 환경론자들의 관심사였던 몇 가지 문제였다: 깨끗한 공기와 물, 토지 관리, 산림 보존, 야생 동물 보호, 천연 자원 보존, 국립공원 및 기념물 조성. 둘째, 그는 환경 임무를 가진 영구적인 제도적 구조를 만들었는데, 여기에는 테네시강 유역 개발 공사와 같은 영구 기관과 CCC와 같은 임시 운영도 포함된다. 마지막으로, 루스벨트는 대중과 의회에 뛰어난 의사소통자였으며, 연설과 특히 주요 보전 지역을 방문하는 대중적인 여행을 활용했다.
루스벨트가 가장 좋아했던 기관인 CCC는 대부분의 노력을 환경 프로젝트에 투입했다. 창설 후 12년 동안 CCC는 13,000마일의 길을 만들고, 20억 그루의 나무를 심었으며, 125,000마일의 비포장 도로를 개선했다. 모든 주에는 자체 주립 공원이 있었으며, 루스벨트는 WPA 및 CCC 프로젝트가 국립 시스템뿐만 아니라 주립 공원도 업그레이드하도록 설정했음을 확인했다. 루스벨트는 특히 수력 발전을 제공하고, 강 항해를 개선하며, 관개를 위한 물을 공급할 수 있는 수자원 관리 프로젝트를 지지했다. 그의 행정부는 남부와 서부에 위치한 수많은 댐 건설을 시작했다. 태평양 북서부에 테네시강 유역 개발 공사를 복제하려는 제안은 실행되지 않았지만, 행정부는 올 아메리칸 운하를 완공하고 센트럴 밸리 프로젝트를 시작했으며, 이들 모두 캘리포니아 센트럴 밸리의 농업 생산량을 극적으로 증가시켰다. 루스벨트는 또한 토양 보존국, 그레이트 플레인스 방풍림, 1934년 테일러 방목법과 같은 보존 프로그램 및 법률의 설립을 주재했다.
그의 첫 두 임기 동안 미국 산림청의 통제권을 놓고 치열한 영역 다툼이 벌어졌는데 농무장관 헨리 월리스는 이를 유지해야 한다고 주장했지만, 내무장관 해럴드 이커스는 이를 미국 국립공원관리청과 합병하기를 원했다. 행정 관리에 대한 브라운로우 위원회 보고서는 루스벨트가 내무부를 대체할 새로운 보전부의 창설을 제안하도록 설득했다. 새로운 부서에는 산림청이 포함될 것이었다. 이커스에게 토지 자체는 단순한 인간의 사용보다 더 높은 목적을 가지고 있었다. 월리스는 공공 토지의 최적 경제 생산성을 원했다. 내무부와 농무부 모두 의회에서 매우 강력한 지지자를 가지고 있었고, 루스벨트의 계획은 진전되지 않았다. 현상 유지가 승리했다.

#### 교육
뉴딜 정책의 교육 접근 방식은 이전 관행과는 급진적으로 달랐다. 이는 빈곤층을 위해 특별히 고안되었으며, 주로 구제 수혜자인 여성들이 직원으로 일했다. 전문성을 기반으로 하지 않았고, 전문가에 의해 설계되지도 않았다. 대신, 훌륭한 교사는 서류상 자격증이 필요 없고, 학습은 형식적인 교실이 필요 없으며, 가장 낮은 사회 계층에 최우선 순위가 주어져야 한다는 반엘리트주의적 개념에 기반했다. 공립학교 지도자들은 충격을 받았다. 그들은 컨설턴트로서도, 뉴딜 자금의 수혜자로서도 배제되었다. 그들은 공황 기간 동안 사라진 지역 및 주 수입을 충당하기 위해 절실히 현금이 필요했고, 잘 조직되어 있었으며, 1934년, 1937년, 1939년에 반복적으로 공동 노력을 기울였지만 모두 소용없었다. 연방 정부는 고도로 전문화된 교육부를 가지고 있었다. 루스벨트는 예산과 직원을 삭감하고, 수장인 존 워드 스투드베이커와 협의하기를 거부했다. CCC 프로그램은 실업 노동조합원들과 경쟁하게 될 기술을 가르치지 않도록 의도적으로 설계되었다. CCC는 자체 수업을 가지고 있었다. 이 수업은 자발적이었고, 방과 후에 진행되었으며, 고등학교에 진학하기 전에 중퇴했던 젊은이들에게 기본적인 읽고 쓰는 능력을 가르치는 데 집중했다. NYA는 지역 통제 공립학교와는 독립적으로 자체 고등학교를 설립했다.
구호 프로그램은 공립학교에 간접적인 도움을 주었다. CWA와 FERA는 구호를 받는 실업자들을 고용하여 공립학교를 포함한 공공 건물에서 일하도록 하는 데 중점을 두었다. 이는 4만 개의 학교와 수천 개의 운동장 및 스포츠 시설을 건설하거나 개선했다. 이는 5만 명의 교사에게 일자리를 제공하여 농촌 학교를 계속 운영하고 도시에서 성인 교육 수업을 가르치게 했다. 보스턴과 같은 도시에서 실업 교사들에게 임시 일자리를 제공했다. 뉴딜 지도자들은 빈곤한 학교 구역에 돈을 주기를 거부했지만, 빈곤한 고등학생과 대학생들에게는 돈을 주었다. CWA는 "워크 스터디" 프로그램을 사용하여 남녀 학생들에게 자금을 지원했다.

#### 여성

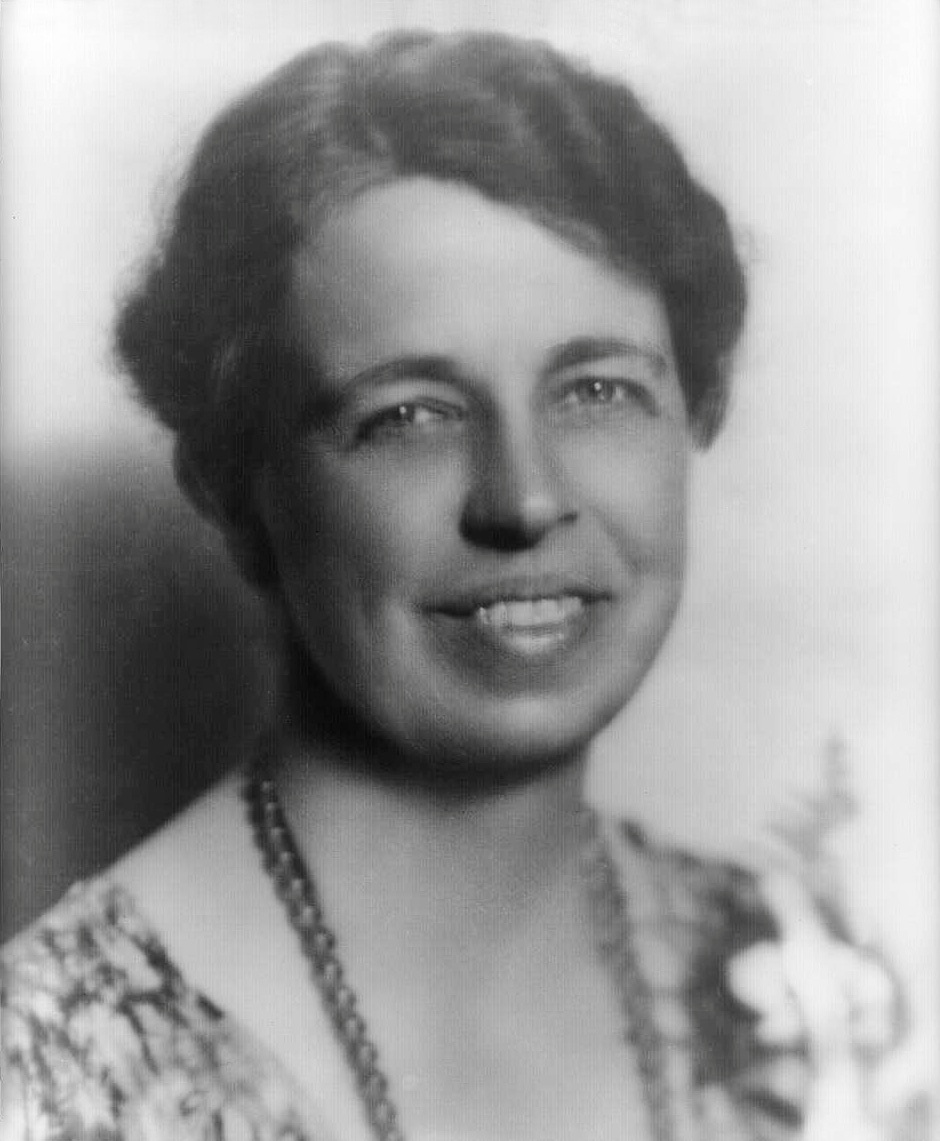
영부인 엘리너 루스벨트

여성들은 루스벨트 행정부로부터 인정을 받았다. 구호 프로그램에서 그들은 가족의 가장이라면 일자리를 얻을 자격이 있었다. 1930년대에는 일자리 부족 시기에 정부가 남편과 아내 모두를 고용하는 것은 잘못이라는 강력한 국가적 합의가 있었다. 그럼에도 불구하고 구호 기관들은 여성들을 위한 일자리를 찾았고, WPA는 약 50만 명을 고용했다. 가장 많은 수인 29만 5천 명은 재봉 프로젝트에서 일하며 구호 수혜자들과 고아원과 같은 공공 기관을 위한 3억 개의 의류와 매트리스를 생산했다. 다른 많은 여성들은 학교 급식 프로그램에서 일했다. 1929년과 1939년 사이에 여성 공무원의 비율은 14.3%에서 18.8%로 증가했으며, 여성은 WPA 인력의 거의 절반을 차지했다. 1930년부터 1940년까지 고용된 여성의 수는 1,050만 명에서 1,300만 명으로 24% 증가했다. 광업이나 중공업과 같이 실업률이 높은 부문에서 일하는 여성은 거의 없었다. 그들은 사무직이나 경공업(예: 식품)에서 일했다.
루스벨트는 이전 어떤 대통령보다 많은 여성을 공직에 임명했다. 내각에 처음으로 들어간 여성은 노동부 장관 프랜시스 퍼킨스였다. 루스벨트는 또한 플로렌스 E. 앨런을 제6순회 항소법원에 임명하여 그녀를 연방 항소법원에 재직한 최초의 여성으로 만들었다. 영부인 엘리너 루스벨트는 자문 역할에서 여성 네트워크를 구축하고 구호 프로그램을 홍보하는 데 매우 눈에 띄는 역할을 했다. 이로써 뉴딜 정책은 더 많은 여성을 공직에 배치했으며, 이는 1960년대까지 기록으로 남았다. 1941년 루스벨트 여사는 주요 민방위 기관인 민방위국의 공동 수장이 되었다. 그녀는 지역 수준에서 여성들을 참여시키려고 노력했지만, 상대방인 피오렐로 라과디아 시장과 불화가 있었고 정책에는 거의 영향을 미치지 못했다. 역사학자 앨런 브링클리는 성 평등이 국가 의제에 없었다고 주장했다.
뉴딜 정책은 성 평등 문제를 다루는 데 상징적인 노력 이상을 기울이지 않았다.... 뉴딜 프로그램(심지어 뉴딜 여성들이 설계한 프로그램조차도)은 여성의 역할에 대한 전통적인 가정을 계속해서 반영했으며, 경제적 독립과 전문적 기회를 추구하는 여성들의 열망에 대한 제스처는 거의 없었다. 전후 자유주의의 핵심이 된 개인과 집단 권리에 대한 관심은 뉴딜 정책 자체 내에서는 희미했고, 때로는 거의 보이지 않았다.

## 두 번째 임기 "저주"
1936년 압도적인 승리가 자유주의 프로그램의 확장을 예고할 것이라는 기대에도 불구하고, 뉴딜 정책 지지자들에게는 모든 것이 잘못되었다. 민주당원들은 서로 다투고 분열했으며, 심지어 가너 부통령마저 대통령과 결별했다. 노동 운동은 강해졌지만 서로 싸우기 시작했고, 경제는 급격히 하락했다. 반 루스벨트 세력은 힘을 얻었고 뉴딜 연합은 1938년 중간 선거에서 크게 패배했다. 루스벨트는 역사학자들이 "두 번째 임기 저주"라고 부르는 것을 겪었다. 승자들은 지나치게 자신감이 있었고, 행정부의 약점을 무시했다. 두 번의 선거에서 패배한 소수당은 반격하기를 열망했다. 로런스 서머스는 다음과 같이 말했다.
프랭클린 루스벨트의 2기 임기는 그의 대통령직 중 가장 성공적이지 못한 부분이었다. 그는 대법원 확대를 위한 노력이 실패하고 1938년에 심각한 경제 침체를 겪었으며, 뉴딜 정책이나 전시 지도력에 비견될 만한 어떤 성과도 없었다.

### 대법원과의 싸움
루스벨트의 1기 임기 내내 법원은 진보적인 "세 총사 (대법원)", 보수적인 "네 기사 (대법원)", 그리고 대법원장 찰스 에번스 휴스와 오웬 로버츠 부대법관이라는 두 명의 스윙 보트로 구성되었다. 법원의 보수적인 구성원들은 로흐너 시대의 원칙을 고수했는데, 이 시기에는 법원이 계약자유의 원칙에 근거하여 수많은 경제 규제를 기각했다. 시어도어 루스벨트와 같은 개혁가들은 오랫동안 법원의 사법적극주의에 항의했고, 프랭클린 루스벨트의 야심찬 국내 프로그램들은 필연적으로 대법원의 주목을 받게 되었다. 법원은 1935년 A.L.A. 셰히터 양계 회사 대 미국 사건의 판결을 통해 처음으로 주요 뉴딜 프로그램을 기각했고, 이듬해에는 미국 대 버틀러 사건에서 AAA를 기각했다. 1937년 초까지 법원은 사회보장법과 전국노동관계법의 합헌성에 관한 사건을 심리하고 있었다.
대법원의 판결은 많은 이들이 헌법 개정을 통해 그 권한을 제한하려 노력하게 만들었지만, 헌법 개정의 어려움 때문에 루스벨트는 입법적 해결책으로 눈을 돌렸다. 재선에 성공한 후, 루스벨트는 1937년 사법 절차 개혁 법안을 제안했는데, 이는 그가 70세가 넘는 현직 대법관마다 추가 대법관을 임명할 수 있도록 허용하는 것이었다. 1937년에는 70세가 넘는 대법관이 6명 있었다. 법원의 규모는 1869년 사법법이 통과된 이후 9명으로 정해져 있었으며, 의회는 미국 역사상 여섯 차례 더 대법관의 수를 변경했다. 루스벨트는 이 법안이 사법 효율성을 위해 필요하다고 주장했지만, 그의 진짜 목표는 동정적인 대법관을 임명하는 것이라는 점은 널리 알려져 있었다. 루스벨트가 필요하고 측정된 개혁이라고 본 것을 전국적으로 많은 이들은 사법권의 독립 원칙에 대한 공격으로 보았고, 비평가들은 1937년 사법 절차 개혁 법안을 "법원 확대" 계획이라고 불렀다. 루스벨트의 제안은 가너 부통령이 이끄는 그의 당 내부에서 격렬한 정치적 반대에 부딪혔다. 양당의 자유주의자와 보수주의자 연합은 이 법안에 반대했고, 휴스 대법원장은 이례적으로 법안 부결을 공개적으로 주장했다. 1937년 7월 상원 다수당 원내대표 조지프 로빈슨이 사망하면서 법안 통과 가능성은 사라졌고, 루스벨트는 실패한 법안에 중요한 정치적 자본을 소진했다. 법원 확대 싸움은 몬태나주 상원의원 버턴 K. 휠러와 같은 일부 자유주의자들의 루스벨트에 대한 지지를 잃게 만들었다. 그리고 평론가 월터 리프먼의 지지도 잃게 했다.
1937년 초, 1937년 사법 절차 개혁 법안에 대한 논쟁이 계속되는 동안, 대법원은 웨스트 코스트 호텔 대 패리시 사건에서 판결을 내렸다. 5대4 결정으로 대법원은 법원이 1년 전에 기각했던 주법과 유사한 주 최저 임금 법을 지지했다. 두 사건의 차이점은 로버츠가 그의 투표를 바꿨다는 것이었다. 이 사건은 법원의 사법 철학에 중요한 변화로 널리 인식되었으며, 한 신문은 로버츠의 투표를 "아홉을 구한 제때의 전환점"이라고 불렀는데, 이는 사실상 법원 확대 법안 통과 가능성을 종식시켰기 때문이다. 1937년 후반, 대법원은 전국노동관계위원회와 사회보장법의 주요 조항의 합헌성을 지지했다. 네 기사 중 한 명인 윌리스 반 데반터는 같은 해에 물러났고, 루스벨트에게 첫 대법관 임명 기회를 주었으며, 그 뒤를 이어 몇몇 대법원 공석이 생겼다. 1941년 1월 2기 임기가 끝날 무렵, 루스벨트는 스탠리 포먼 리드, 펠릭스 프랑크푸르터, 윌리엄 O. 더글러스, 프랭크 머피를 대법원에 임명했다. 패리시 사건 이후, 법원은 경제 규제에 대한 위헌 심사에서 민권 보호로 초점을 옮겼다.
루스벨트는 새로운 자리를 추가하지는 않았지만 은퇴하는 옛 대법관들을 교체했다. 첫 임명에서 그는 앨라배마주 상원의원 휴고 블랙을 매우 논란이 많은 인물로 지명했다. 블랙은 거의 사법 경험이 없는 열렬한 뉴딜 지지자였기 때문에 논란이 되었다. 앨라배마주 쿠 클럭스 클랜이 그를 지지했다는 것은 잘 알려져 있었다. 블랙은 조용했지만 그의 친구들은 그가 KKK 회원이 아니었다고 부인했다. 그가 확정된 후 그의 KKK 회원 사실이 알려지면서 두 번째 폭풍이 터졌다. 블랙과 루스벨트는 기다렸고 블랙은 민권의 저명한 옹호자가 되었다.

#### 2기 입법

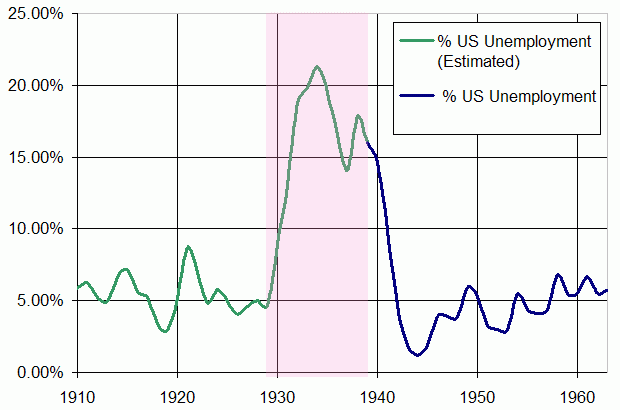
1910년~1960년 미국 실업률, 대공황 시기(1929년~1939년) 강조; WPA 및 CCC 일자리 보유자도 "실업자"로 포함.

1937년 사법 절차 개혁 법안의 실패 이후 루스벨트의 영향력이 줄어들면서, 보수적인 민주당원들은 공화당원들과 합세하여 뉴딜 규제 프로그램의 추가 시행을 막았다. 조시아 베일리 상원의원이 이끄는 초당파 의원 그룹은 뉴딜 하에서 발생한 노동조합, 세금, 규제, 구호 프로그램의 성장에 대한 보수적인 반대를 명확히 표현한 보수 선언문을 발표했다. 루스벨트는 공화당의 충분한 지지를 얻는 한 일부 법안을 통과시킬 수 있었다. 1937년 주택법은 1939년까지 27만 채의 공공 주택을 건설했다. AAA를 재설립한 제2차 농업조정법은 농업 로비로부터 초당적인 지지를 받았다. 뉴딜 정책의 마지막 주요 법안인 1938년 공정노동기준법(FLSA)은 아동 노동을 금지하고, 연방 최저 임금을 설정했으며, 특정 직원들에게 주 40시간을 초과하여 근무할 경우 초과근무 수당을 지급하도록 요구했다. 이 법은 저임금 남부 공장과의 경쟁을 우려하는 일부 북부 공화당원들의 지지를 받았다.

1920년~1940년 GDP 연간 패턴 및 장기 추세, 고정 달러 기준 수십억

1937년에 주식 시장이 크게 하락하여 1937년~1938년 불황으로 알려진 대공황 내의 경제 침체가 시작되었다. 케인스, 마리너 스토다드 에클스, 윌리엄 트루펀트 포스터와 같은 경제학자들의 영향을 받아 루스벨트는 경기 부양 자금 지원을 위해 그의 재정 보수주의 입장을 포기했다. 정부 지출을 늘림으로써 루스벨트는 소비를 늘리기를 희망했고, 이는 다시 민간 고용주가 더 많은 노동자를 고용하고 실업률을 낮추는 데 도움이 될 것이었다. 1938년 중반, 루스벨트는 재건금융공사를 통해 민간 산업에 새로운 대출을 승인했으며, WPA, FSA, PWA 및 기타 프로그램을 위한 40억 달러 이상의 예산을 의회의 승인을 받았다.

### 행정부 재편
1936년, 루스벨트는 브라운로우 위원회를 임명하여 행정부 구조 변경을 권고하게 했다. 브라운로우 위원회는 기관들의 권한이 점점 커지고 독립적이 되었다고 경고하며, 대통령의 이들 기관에 대한 통제를 강화하기 위한 개혁을 제안했다. 위원회는 100개 이상의 기관을 12개 부서로 통합하고 대통령이 여러 보좌관을 임명할 수 있도록 하는 계획을 제안했다. 의회는 브라운로우 위원회의 권고를 기반으로 한 1939년 재조직법을 통과시켰다. 루스벨트는 이후 미국 대통령실을 설립하여 행정부에 대한 대통령의 통제력을 높였다. 루스벨트는 여러 정부 공공 사업 및 복지 기관을 연방 공공사업국과 연방사회안전국으로 통합했다. 또한 강력한 예산국을 재무부에서 미국 대통령실로 이전했다. 이 새로운 법은 또한 비상관리국의 설립을 승인하여 수많은 전시 기관의 즉각적인 설립을 가능하게 했다. 이 재편은 대통령이 수많은 보좌관과 고문들을 임명할 수 있도록 허용한 것으로 가장 잘 알려져 있다. 의회에서 지원 네트워크를 구축한 이들은 자신들의 전문 영역에서 사실상 독립적인 "차르"가 되었다.

## 외교

### 선린 정책 및 무역
루스벨트의 첫 취임 연설에는 외교 정책에 할애된 문장이 단 하나뿐이었는데, 이는 그의 첫 임기 동안 국내 문제에 중점을 두었음을 나타낸다. 루스벨트의 첫 임기 동안 주요 외교 정책 이니셔티브는 그가 선린 정책이라고 불렀던 것으로, 이는 쿨리지와 후버가 시작한 라틴 아메리카에 대한 비간섭주의 정책으로의 전환을 계속했다. 미국군은 아이티에서 철수했고, 쿠바와 파나마와의 새로운 조약은 보호령으로서의 지위를 끝냈다. 1933년 12월, 루스벨트는 라틴 아메리카 국가들의 내정에 일방적으로 개입할 권리를 포기하는 국가와 국가의 권리 및 의무에 관한 몬테비데오 협약에 서명했다. 미군이 아이티에서 철수한 후, 카리브해에 남아있는 미군 병력은 파나마 운하 지대 또는 관타나모만 해군기지에 주둔했다.
1934년, 루스벨트는 대통령이 다른 나라들과 무역 호혜 조약을 협상할 수 있도록 허용하는 호혜관세법에 서명했다. 다음 6년 동안 미국은 21개국과 협정을 체결하여 관세 수준을 크게 낮추었다. 호혜관세법 통과와 미국 수출입 은행 설립에 힘입어 미국과 라틴 아메리카 간의 무역은 1931년과 1941년 사이에 세 배 이상 증가했다.

### 소련 승인
1920년대 후반까지 소련은 더 이상 유럽 문제에서 파리아가 아니었고, 대부분의 국가들과 정상적인 외교 및 무역 관계를 맺고 있었다. 1933년까지 미국의 공산주의 위협에 대한 오래된 두려움은 사라졌고, 재계뿐만 아니라 신문 편집자들도 외교적 인정을 요구하고 있었다. 루스벨트는 러시아와의 대규모 무역을 열망했고, 옛 차르 시대의 부채에 대한 일부 상환을 희망했다. 소련이 간첩 활동에 참여하지 않을 것이라고 약속한 후, 루스벨트는 대통령 권한을 사용하여 1933년 11월 관계를 정상화했다. 이 움직임에 대한 불만은 거의 없었다. 그러나 부채 문제에 대한 진전은 없었고, 크렘린은 활발한 간첩 프로그램을 시작했다. 많은 미국 사업가들은 대규모 무역 측면에서 이득을 기대했지만, 이는 결코 실현되지 않았다. 역사학자 Justus D. Doenecke와 Mark A. Stoler는 "양국 모두 곧 그 합의에 실망했다"고 언급한다.

### 고립주의
1930년대는 미국 고립주의의 정점이었다. 이 나라는 오랫동안 비개입주의 전통을 가지고 있었지만, 1930년대 고립주의자들은 전례 없는 정도로 미국을 세계 문제에서 벗어나게 하려 했다. 고립주의 정서는 국내 문제에 집중하려는 욕구, 제1차 세계 대전과 그 전쟁에서 발생한 미상환 부채에 대한 비통함, 그리고 동아시아와 유럽에서 증가하는 위기에서 일반적으로 벗어나고 관여하기를 꺼리는 태도에서 비롯되었다. 국가의 고립주의적 분위기에 대응하여 루스벨트는 1932년 대통령 선거 운동 기간 동안 미국이 국제연맹에 가입하는 것에 대한 지지를 철회했다. 윌슨의 실수로부터 교훈을 얻어 루스벨트와 헐 국무장관은 고립주의 정서를 자극하지 않도록 매우 조심스럽게 행동했다. 루스벨트는 조지 노리스, 로버트 라폴레트, 하이라움 존슨, 윌리엄 보라와 같은 진보적 공화당 상원의원들과 충돌하기를 특히 꺼려했는데, 이들 모두 그의 국내 프로그램에 지지를 제공하고 고립주의 외교 정책을 선호했기 때문이다. 고립주의 운동은 1930년대 초중반에 제1차 세계 대전에서 비즈니스 이익의 역할을 조사한 나이 위원회에 의해 강화되었다. 고립주의 정서는 루스벨트의 국제사법재판소 가입 목표를 좌절시키는 데 중요한 역할을 했다.

### 국제적 위험 증가
1931년, 일본은 중국 만주를 침공하고 만주국이라는 괴뢰국을 세웠다. 일본은 수십만 명의 식민지 개척자를 만주국으로 보냈는데, 만주국은 일본에서 부족한 원자재와 농업 자원을 가지고 있었다. 미국과 국제연맹 모두 침공을 비난했지만, 어떤 강대국도 일본을 이 지역에서 몰아내기 위한 움직임을 보이지 않았고, 일본은 제국을 더욱 확장할 태세를 갖춘 듯 보였다. 서방 강대국에 대한 직접적인 도전으로 일본은 아마우 독트린을 선포했는데, 이는 일본만이 동아시아의 질서를 유지할 책임이 있음을 명시한 것이었다. 1933년, 아돌프 히틀러와 국가사회주의 독일 노동자당이 독일에서 집권했다. 처음에는 미국 내 많은 사람들이 히틀러를 다소 우스꽝스러운 인물로 여겼지만, 히틀러는 독일에서 빠르게 권력을 공고히 하고 1920년대에 형성된 유럽 질서를 공격했다. 히틀러는 아리아인 우월주의의 인종주의적 교리를 설파했고, 그의 핵심 외교 정책 목표는 "레벤스라움"(독일 동부 영토 획득)으로, 이를 독일인들로 재정착시키려 했다.
1935년까지 외교 문제는 심각해졌다. 베니토 무솔리니가 이끄는 파시스트 정권 아래 있던 이탈리아는 에티오피아를 침공하여 국제적인 비난을 받았다. 이에 대응하여 의회는 중립법으로 알려진 일련의 법률 중 첫 번째 법률을 통과시켰다. 1935년 중립법은 루스벨트에게 대통령의 재량 없이 모든 교전국에 무기 금수 조치를 부과하도록 요구했다. 루스벨트는 사적으로는 1935년 중립법과 그 후속 법안에 반대했지만, 국내 의제를 위한 정치적 자본을 보존하기 위해 이 법안들에 서명했다. 1936년, 독일과 일본은 방공 협정을 체결했지만 그들은 전략을 조율하지 않았다. 같은 해 독일과 이탈리아는 로마-베를린 추축 협정을 통해 서로 동맹을 맺었다. 루스벨트는 이러한 신흥 강대국들이 제기하는 위협을 보았지만, 대통령 임기 초반에는 미국 경제 회복에 집중했다. 한편 히틀러와 다른 세계 지도자들은 미국이 세계 문제에 개입하기를 꺼려할 것이라고 믿었다. 그들은 미국의 라틴 아메리카 철수, 중립법, 그리고 10년의 전환 기간 후 필리핀의 독립을 약속한 1934년 타이딩스-맥더피 법을 미국 고립주의의 강도를 나타내는 것으로 보았다.
1936년 7월, 스페인에서 내전이 발발하여 좌파 공화당 정부와 프란시스코 프랑코 장군이 이끄는 우파 국민주의 반군이 맞붙었다. 영국과 프랑스는 중립을 유지하며 주요 강대국들이 양측에 무기 금수 조치에 동의하도록 노력했다. 그들과 연대하여 루스벨트는 1937년 1월 스페인에 대한 무기 금수 조치를 의회에 권고했고, 거의 만장일치로 승인을 얻었다. 루스벨트는 사적으로 공화당을 지지했지만, 스페인 위기가 전면적인 유럽 전쟁으로 확대될 것을 우려하여 다른 민주주의 국가들과 협력하여 분쟁을 억제했다. 그는 또한 그의 연합의 핵심 요소인 미국 가톨릭 신자들을 멀어지게 하고 싶지 않았다. 가톨릭 지도자들은 대부분 프랑코를 지지했다. 1938년 봄, 히틀러와 무솔리니가 프랑코를 돕고 있음이 분명해지자 루스벨트는 스페인 정부에 미국 군용기를 비밀리에 판매할 계획을 고려했지만, 아무것도 실현되지 않았다. 1939년 초 국민주의자들이 승리하고 있을 때, 루스벨트는 금수 조치를 실수라고 언급할 것이었다. 영국과 프랑스는 그해 2월 27일 프랑코 정권을 인정했지만, 루스벨트는 프랑코가 마드리드를 점령하며 완전한 승리를 거둔 며칠 후인 4월 1일까지 버텼다.

### 전운

1939년 서태평양의 영토 통제

국제연맹과 미국이 이탈리아의 에티오피아 침공을 막지 못한 것은 일본과 독일이 영토 야심을 추구하도록 고무시켰다. 루거우차오 사건 이후 일본은 1937년 7월 중국을 침공하여 연말 전에 중국 수도 난징시를 점령했다. 난징 대학살과 USS 파나이호 사건은 모두 미국인들을 분노하게 했지만, 이들 중 많은 이들은 소설 《대지》와 같은 문화 작품 때문에 중국에 친밀감을 가지고 있었지만 중립법은 중국에 대한 무기 판매를 막았다. 계속되는 고립주의의 강도를 반영하여, 어떤 전쟁 선포에도 국민 투표를 요구했을 루들로우 수정안은 하원에서 간신히 부결되었다. 루스벨트는 1937년 10월 그의 격리 연설로 세계의 주목을 받았는데, 이는 "세계 무법의 전염병"에 대한 국제적 "격리"를 요구하는 것이었다. 그는 이 시점에서 일본에 대한 제재를 추구하지는 않았지만, 일본을 봉쇄할 수 있는 장거리 잠수함을 건조하기 위한 전략적 계획을 시작했다.
1936년, 독일은 베르사유 조약을 무시하고 라인란트를 재무장관령화했다. 영국이나 이탈리아의 지지 없이 프랑스는 재무장관령화를 막기 위해 개입을 거부했다. 1938년 3월, 독일은 평화적으로 오스트리아를 합병했다. 1938년 후반, 독일은 체코슬로바키아의 독일어 사용 지역 합병을 요구했다. 최후의 필사적인 회유책(평화를 유지하려는 노력)으로 영국과 프랑스는 1938년 9월 뮌헨 협정으로 독일의 요구에 동의했다. 루스벨트는 영국과 프랑스를 지지했으며, 유럽에서의 미국의 중립을 주장했다. 1939년 3월, 히틀러는 뮌헨 협정을 무시하고 체코슬로바키아의 나머지 지역을 점령했다. 이에 대응하여 영국은 폴란드 방어에 대한 약속을 발표했는데, 많은 사람들은 히틀러가 다음에 폴란드를 공격할 것이라고 예상했다.
뮌헨 협정 이후 루스벨트는 임박한 전쟁 발발에 대비하기 시작했다. 그는 1939년 국정 연설에서 중립법 개정을 요구했지만, 그의 제안은 상하원 모두에서 부결되었다. 루스벨트는 항공기 생산량 증대를 지시했으며, 특히 보잉 B-17 플라잉 포트리스와 같은 장거리 폭격기에 집중했다. 1939년 초, 루스벨트는 프랑스가 법에 따라 현금 지불 및 운반 조건으로 항공 산업에 대량 주문을 할 수 있도록 허용했다. 주문된 항공기의 대부분은 1940년 5월 프랑스 붕괴 시점까지 프랑스에 도착하지 않았으므로, 루스벨트는 프랑스 주문을 영국에 판매하도록 조치했다.

### 유럽에서 제2차 세계 대전 시작
제2차 세계 대전은 1939년 9월 독일의 폴란드 침공으로 시작되었고 이에 프랑스와 영국은 선전포고했다. 서방 지도자들은 소련과 독일이 폴란드 통제권을 분할했을 때 충격을 받았다. 양국은 1939년 8월 불가침 조약을 맺었는데, 여기에는 폴란드 분할에 대한 비밀 의정서가 포함되어 있었다. 비록 소수의 미국인만이 전쟁 개입을 원했지만, 1939년 10월 갤럽 여론조사에서는 미국인의 80% 이상이 독일보다 영국과 프랑스를 선호하는 것으로 나타났다. 중립법 조항에 따라 루스벨트는 유럽에서 전쟁 상태를 인정하고 프랑스, 영국, 독일에 무기 금수 조치를 부과했다. 며칠 후, 루스벨트는 의회를 특별 소집하여 중립법을 개정하도록 요청했다. 유명한 비행사 찰스 린드버그와 다른 고립주의자들의 반대를 극복하고 루스벨트는 1939년 중립법 통과를 이끌어냈는데, 이 법은 교전국이 현금 지불 및 운반 조건으로만 미국으로부터 항공기 및 기타 전투 물자를 구매할 수 있도록 허용했다. 비록 미국은 1941년 12월까지 공식적으로 중립을 유지했지만, 루스벨트는 영국과 프랑스를 돕기 위한 방법을 계속 모색했다.
폴란드 침공이 끝난 후 유럽에서의 비활동 기간인 소위 "가짜 전쟁" 동안, 루스벨트는 평화를 협상하려고 노력했지만 히틀러는 그러한 가능성에 관심이 없었다. 한편 일본은 태평양에서 점점 더 강경해졌고, 프랑스와 영국 식민지들이 중국과의 국경을 폐쇄할 것을 요구했다. 1939년 9월부터 루스벨트는 1940년 5월 영국 총리가 된 윈스턴 처칠과 긴밀한 개인적 관계를 맺었다. 독일은 1940년 4월 덴마크와 노르웨이를 침공했고, 5월에는 저지대 국가와 프랑스를 침공했다. 프랑스의 상황이 점점 더 절망적이 되자 처칠과 프랑스 총리 폴 레노는 루스벨트에게 미국의 참전을 호소했지만, 루스벨트는 여전히 미국 내 고립주의 정서에 도전할 의사가 없었다. 프랑스가 항복 직전이 되자 이탈리아도 프랑스를 침공했다. 프랑스는 6월 22일 항복하여 프랑스가 독일 통제 지역과 비시 프랑스로 알려진 부분 점령 지역으로 분할되었다. 루스벨트는 1940년부터 1942년까지 비시 프랑스와 협력하여 중립을 유지하려고 노력했지만, 거의 성공하지 못했다.
프랑스 함락과 함께 영국과 그 영연방 국가들은 독일과 전쟁 중인 유일한 주요 세력이 되었다. 영국이 패배해서는 안 된다고 결심한 루스벨트는 여론의 급변을 활용했다. 특히 파리의 함락은 고립주의 정서의 약화를 가져왔다. 독일이 공중 우위를 확보하고 영국 목표물을 폭격하려 한 공중전인 영국 본토 항공전에 대한 라디오 보도는 영국에 대한 미국 대중의 지지를 더욱 결집시켰다. 영국이 독일에 맞서 전쟁을 계속할 수 있을지에 의구심을 표했던 대부분의 군사 기득권층의 반대를 극복하고 루스벨트는 영국으로의 무기 이전을 극대화하기 위한 정책을 추구했다. 1940년 7월, 루스벨트는 두 명의 개입주의 공화당 지도자, 헨리 L. 스팀슨과 프랭크 녹스를 각각 전쟁부 장관과 해군부 장관으로 임명했다. 양당 모두 그의 미국 군사력의 급속한 증강 계획을 지지했지만, 고립주의자들은 루스벨트가 미국을 불필요한 독일과의 전쟁으로 끌어들일 것이라고 경고했다. 군사력 증강과 영국의 무기 구매는 경제에 긍정적인 영향을 미쳤고, 1940년 후반 실업률은 14.6%로 떨어졌다.
1940년 9월 2일, 루스벨트는 기지-구축함 교환 협정에 도달함으로써 중립법의 정신을 무시했다. 카리브해 섬의 영국군 기지 사용권과 교환하여 미국은 독일 잠수함으로부터 방어하는 데 사용될 50대의 낡은 제1차 세계 대전 구축함을 양도했다. 구축함 자체는 군사적으로 비교적 중요성이 낮았지만, 이 거래는 영국에 대한 미국의 상징적인 약속을 나타냈다. 1940년 9월 후반, 양 주요 정당 대통령 후보의 지지를 받아 의회는 미국 역사상 최초의 평시 징병을 승인했다. 히틀러와 무솔리니는 기지-구축함 교환 협정에 삼국 동맹 조약으로 일본과 연합하여 대응했으며, 세 나라는 추축국으로 알려지게 되었다. 삼국 동맹 조약은 특히 미국을 중일 전쟁과 유럽 전쟁에서 중립을 유지하도록 위협하기 위해 고안되었다.
루스벨트가 추축국에 대해 더욱 강경한 입장을 취하자 린드버그와 아메리카 퍼스트 위원회 같은 미국 고립주의자들은 대통령을 무책임한 전쟁광이라고 맹렬히 비난했다. 그들은 차례로 나치의 반유대주의 꼭두각시로 비난받았다. 평론가 리처드 S. 포크너는 린 올슨의 주장을 다음과 같이 인용한다. "린드버그는 루스벨트 행정부와 친개입 언론이 종종 그를 묘사했던 단순한 반유대주의자이자 친나치 꼭두각시가 아니었으며, 오히려 그의 기술적이고 임상적인 사고방식은 영국이 전쟁에서 이길 수 없으며 미국의 군사적 준비 부족은 개입이 부도덕하고 비논리적이며 자살 행위라는 확신을 그에게 주었다."

### 해외 순방 목록

루스벨트는 재임 기간 동안 25개국을 20차례나 해외 순방했다.

|    | 날짜                        | 국가                                                                         | 장소                                                    | 세부 사항 |
| -- | --------------------------- | ---------------------------------------------------------------------------- | ------------------------------------------------------- | --- |
| 1  | 1933년 2월 6일~14일         | 바하마                                                                       |                                                         | 낚시 여행 (대통령 당선인 자격으로 방문) |
| 2  | 1933년 6월 29일~7월 1일     | 캐나다                                                                       | 캠포벨로섬                                              | 휴가 |
| 3  | 1934년 3월 29일~4월 11일    | 바하마                                                                       | 엘보 케이, 건 케이.                                     | 낚시 여행 |
| 4  | 1934년 7월 5일~6일          | 아이티                                                                       | 캅아이시앵                                              | 하와이주 휴가 도중 비공식 방문 |
| 4  | 1934년 7월 10일             | 콜롬비아                                                                     | 카르타헤나                                              | 하와이주 휴가 도중 비공식 방문 |
| 4  | 1934년 7월 11일~12일        | 파나마                                                                       | 파나마시티                                              | 하와이주 휴가 도중 비공식 방문 |
| 5  | 1935년 3월 27일~4월 6일     | 바하마                                                                       | 캣 케이스, 케이 로보스, 그레이트 이나과 섬, 크루커드 섬 | 낚시 여행 |
| 6  | 1935년 10월 16일            | 파나마                                                                       | 발보아                                                  | 미국 서해안에서 워싱턴 D.C.로 돌아오는 길에 아르모디오 아리아스 마드리드 대통령과의 비공식 방문                                                 |
| 7  | 1936년 3월 24일~4월 7일     | 바하마                                                                       | 그레이트 이나과 섬, 나소                                | 낚시 여행. 베드 에드먼드 휴 클리포드 주지사와 입법회 의장 조지 존슨과의 오찬                                                                    |
| 8  | 1936년 7월 28일~30일        | 캐나다                                                                       | 캠포벨로 섬                                             | 휴가 |
| 8  | 1936년 7월 31일             | 캐나다                                                                       | 퀘벡 시                                                 | 공식 방문. 존 부컨, 제1대 트위즈뮤어 남작 총독과 만남                                                                                           |
| 9  | 1936년 11월 21일            | 트리니다드 토바고                                                            | 포트오브스페인                                          | 남아메리카로 가는 길에 경유 |
| 9  | 1936년 11월 27일            | 브라질                                                                       | 리우데자네이루                                          | 브라질 의회에서 연설 |
| 9  | 1936년 11월 30일 – 12월 2일 | 아르헨티나                                                                   | 부에노스아이레스                                        | 평화 유지를 위한 범미주 회의 참석 |
| 9  | 1936년 12월 3일             | 우루과이                                                                     | 몬테비데오                                              | 공식 방문. 가브리엘 테라 대통령과 만남 |
| 9  | 1936년 12월 11일            | 트리니다드 토바고                                                            | 포트오브스페인                                          | 미국으로 돌아오는 길에 경유 |
| 10 | 1938년 8월 4일~5일          | 파나마                                                                       | 발보아                                                  | 카리브해 휴가 중 후안 데모스테네스 아로세메나 대통령과의 비공식 방문                                                                            |
| 11 | 1938년 8월 18일             | 캐나다                                                                       | 킹스턴                                                  | 퀸스 대학교에서 명예 학위를 받고 윌리엄 라이언 매켄지 킹 총리, 온타리오주 부지사 앨버트 에드워드 매튜스와 함께 천섬교를 헌정                    |
| 12 | 1939년 8월 14일~16일        | 캐나다                                                                       | 캠포벨로 섬, 시드니                                     | 휴가 |
| 12 | 1939년 8월 17일~20일        | 뉴펀들랜드                                                                   | 베이 오브 아일랜즈, 본 베이                             | 휴가 |
| 12 | 1939년 8월 21일~23일        | 캐나다                                                                       | 핼리팩스                                                | 휴가 |
| 13 | 1940년 2월 27일             | 파나마                                                                       | 크리스토발, 발보아                                      | 휴가 중 아우구스토 사무엘 보이드 대통령과 비공식 만남                                                                                           |
| 14 | 1940년 12월 5일             | 자메이카                                                                     | 킹스턴                                                  | 영국 기지 잠재적 미국 사용 부지 검사 |
| 14 | 1940년 12월 8일             | 세인트루시아                                                                 |                                                         | 영국 기지 잠재적 미국 사용 부지 검사 |
| 14 | 1940년 12월 8일             | 마르티니크                                                                   | 포르생루이                                              | 미국 관리들과 협의 |
| 14 | 1940년 12월 9일             | 틀:나라자료 영국 리워드 제도                                                 | 앤티가섬                                                | 영국 기지 잠재적 미국 사용 부지 검사 |
| 14 | 1940년 12월 12일~13일       | 바하마                                                                       | 일루서라섬                                              | 영국 기지 잠재적 미국 사용 부지 검사. 윈저 공작인 총독과 만남. 12월 14일 미국으로 귀환                                                          |
| 15 | 1941년 8월 9일~12일         | 뉴펀들랜드                                                                   | 아르헨티아                                              | 플라센티아 만에서 HMS 프린스 오브 웨일스와 USS 어거스타 함정에서 영국 총리 윈스턴 처칠과 회의. 회의가 끝난 후 대서양 헌장 발표                  |
| 16 | 1943년 1월 11일             | 트리니다드 토바고                                                            | 포트오브스페인                                          | 아프리카로 가는 길에 하룻밤 정차 |
| 16 | 1943년 1월 12일             | 브라질                                                                       | 벨렝                                                    | 아프리카로 가는 길에 하룻밤 정차 |
| 16 | 1943년 1월 13일             | [[파일:{{{국기그림-식민지}}}\|22x20px\|border \|감비아\|링크=감비아]] 감비아 | 바서스트                                                | 아프리카로 가는 길에 하룻밤 정차 |
| 16 | 1943년 1월 14일~25일        | 모로코                                                                       | 카사블랑카                                              | 영국 총리 윈스턴 처칠과 함께 카사블랑카 회담 참석                                                                                               |
| 16 | 1943년 1월 25일             | [[파일:{{{국기그림-식민지}}}\|22x20px\|border \|감비아\|링크=감비아]] 감비아 | 바서스트                                                | 카사블랑카에서 돌아오는 길에 하룻밤 정차 |
| 16 | 1943년 1월 26일~27일        | 라이베리아                                                                   | 몬로비아                                                | 비공식 방문. 에드윈 바클레이 대통령과 만남 |
| 16 | 1943년 1월 28일             | 브라질                                                                       | 나탈                                                    | 비공식 방문. 제툴리우 바르가스 대통령과 만남 |
| 16 | 1943년 1월 29일             | 트리니다드 토바고                                                            | 포트오브스페인                                          | 카사블랑카에서 돌아오는 길에 하룻밤 정차 |
| 17 | 1943년 4월 20일             | 멕시코                                                                       | 몬테레이                                                | 마누엘 아빌라 카마초 대통령과의 국경 방문 교류의 일환                                                                                           |
| 18 | 1943년 8월 17일~25일        | 캐나다                                                                       | 퀘벡 시 오타와                                          | 윌리엄 라이언 매켄지 킹 총리 및 영국 총리 윈스턴 처칠과 함께 제1차 퀘벡 회담 참석. 상원의원, 국회의원, 그리고 국회 의사당 밖 일반 대중에게 연설 |
| 19 | 1943년 11월 20일~21일       | 프랑스령 알제리                                                              | 오랑                                                    | 하선 |
| 19 | 1943년 11월 21일~22일       | 튀니지                                                                       | 튀니스                                                  | 하룻밤 정차 |
| 19 | 1943년 11월 22일~26일       | 이집트                                                                       | 카이로                                                  | 영국 총리 윈스턴 처칠과 중국 지도자 장제스와 함께 제1차 카이로 회담 참석                                                                        |
| 19 | 1943년 11월 27일~ 12월 2일  | 이란                                                                         | 테헤란                                                  | 소련 총리 이오시프 스탈린 및 영국 총리 윈스턴 처칠과 함께 테헤란 회담 참석                                                                      |
| 19 | 1943년 12월 2일~7일         | 이집트                                                                       | 카이로                                                  | 영국 총리 윈스턴 처칠과 터키 대통령 이스메트 이뇌뉘와 함께 제2차 카이로 회담 참석                                                               |
| 19 | 1943년 12월 7일~9일         | 튀니지                                                                       | 튀니스                                                  | 드와이트 아이젠하워 장군과 협의 |
| 19 | 1943년 12월 8일             | 몰타                                                                         | 발레타                                                  | 연합군 군사 시설 방문 |
| 19 | 1943년 12월 8일             | 이탈리아                                                                     | 카스텔베트라노                                          | 연합군 군사 시설 방문 |
| 19 | 1943년 12월 9일             | 세네갈                                                                       | 다카르                                                  | 미국으로 재승선 |
| 20 | 1944년 9월 11일~16일        | 캐나다                                                                       | 퀘벡 시                                                 | 영국 총리 윈스턴 처칠과 연합국 연합국 합동참모본부와 함께 제2차 퀘벡 회담 참석                                                                  |
| 21 | 1945년 2월 2일              | 몰타                                                                         | 플로리아나                                              | 윈스턴 처칠 총리와 함께 몰타 회담 참석 |
| 21 | 1945년 2월 3일~12일         | 소련                                                                         | 얄타                                                    | 소련 총리 이오시프 스탈린 및 영국 총리 윈스턴 처칠과 함께 얄타 회담 참석                                                                        |
| 21 | 1945년 2월 13일~15일        | 이집트                                                                       | 그레이트비터호, 수에즈 운하, 알렉산드리아               | 파루크 왕, 에티오피아 황제 하일레 셀라시에, 사우디아라비아 왕 압둘아지즈 알사우드, 영국 총리 윈스턴 처칠과 만남                                 |
| 21 | 1945년 2월 18일             | 프랑스령 알제리                                                              | 알제                                                    | 영국, 프랑스, 이탈리아 주재 미국 대사들에게 얄타 회담에 대해 브리핑                                                                             |

## 뉴딜 정치 연합
루스벨트는 북부 가톨릭 신자와 남부 백인의 전통적인 민주당 기반으로부터 지지를 얻었지만, 1936년 재선은 새로운 유권자를 동원하고 후버로 인해 소외된 유권자들의 표를 유지하는 데 달려 있었다. 루스벨트는 도시 조직, 노동조합, 육체 노동자, 소수 민족(인종, 민족, 종교), 농민, 남부 백인, 구호 대상자, 오랜 중산층 및 기업 민주당원, 지식인들로 구성된 새로운 연합을 형성했다. 뉴딜 연합으로 알려진 이 연합은 1930년대, 1940년대, 1950년대, 그리고 1960년대 초까지 민주당을 다수당으로 만들었다. 이 연합과 그 반대파를 통합한 미국 정치 체제는 학자들에 의해 제5차 정당제로 특징지어진다. 뉴딜 연합은 남부의 전통적인 당 기반과는 달리 북부 도시 지역에서 민주당이 남북 전쟁 이후 처음으로 경쟁력을 갖추게 되면서 가장 극적인 영향을 미쳤다.

### 북부 백인
금주법 문제, 대공황, 뉴딜 정책, 제2차 세계 대전이 백인 소수민족(대부분 가톨릭과 유대인)에게 미친 영향은 엄청났다. 1890년 이후 도착한 "신" 이민자들 사이에서는 정치 참여율이 낮았고, 기존 조직들은 그들의 표를 필요로 하지 않았다. 대공황은 이 새로운 이민자들에게 큰 타격을 입혔는데, 그들은 기술 수준이 낮고 중공업에 집중되어 있었기 때문이다. 그들은 노동 구제 프로그램과 뉴딜 정책의 다른 측면에 강력하게 반응하여 뉴딜 연합에서 가장 크고 가장 중요한 투표 블록 중 하나가 되었다. 루스벨트는 1940년까지 주요 가톨릭 그룹에서 큰 다수를 얻었다. 특히 앨 스미스가 뉴딜 정책을 부인했음에도 불구하고 아일랜드계의 지지를 대체로 유지했다.
루스벨트는 또한 노동 계급 개신교 유권자와 진보적 공화당원들을 설득했다. 이 진보주의자들 중 다수는 계속해서 공화당 의회 후보에게 투표했지만, 다른 이들은 민주당에 합류했다. 노스다코타와 같은 서부 주에서는 진보적 유권자들이 대거 민주당으로 이탈하여 주 당 조직에서 영향력을 행사했다. 동시에 많은 보수적 농촌 유권자들이 1932년 이후 공화당으로 돌아가 보수적인 북부 민주당원들의 영향력을 약화시켰다.

### 아프리카계 미국인 정치
루스벨트는 전례 없는 수의 아프리카계 미국인을 정치적 직책에 임명했다. 윌리엄 H. 해스티는 최초의 아프리카계 미국인 연방 판사가 되었다. 루스벨트는 또한 아프리카계 미국인 문제에 대해 그에게 조언할 비공식적인 "블랙 캐비닛"을 설립했다. 루스벨트는 남부 비백인 노동자들의 임금을 높이는 데 도움이 된 공정노동기준법을 포함하여 아프리카계 미국인 공동체를 돕기 위한 정책을 지지했다. 루스벨트의 정책에 대한 반응으로, 아프리카계 미국인들은 1930년대와 1940년대에 공화당에서 점점 더 이탈하여 여러 북부 주에서 중요한 민주당 투표 블록이 되었다. 그러나 루스벨트는 그의 뉴딜 프로그램에 강력한 백인 남부 민주당원의 지지가 필요했고, 흑인들은 남부 대부분 지역에서 여전히 참정권을 박탈당했다. 그는 린칭을 연방 범죄로 만들 법안을 추진하지 않기로 결정했다. 그러한 법안은 남부 의원들의 필리버스터를 통과할 수 없었으며, 정치적 싸움은 그의 우선 프로그램 통과 능력을 위협할 것이었기 때문이다. 그는 린칭을 "혐오스러운 형태의 집단 살인"이라고 비난했다.

### 노동조합

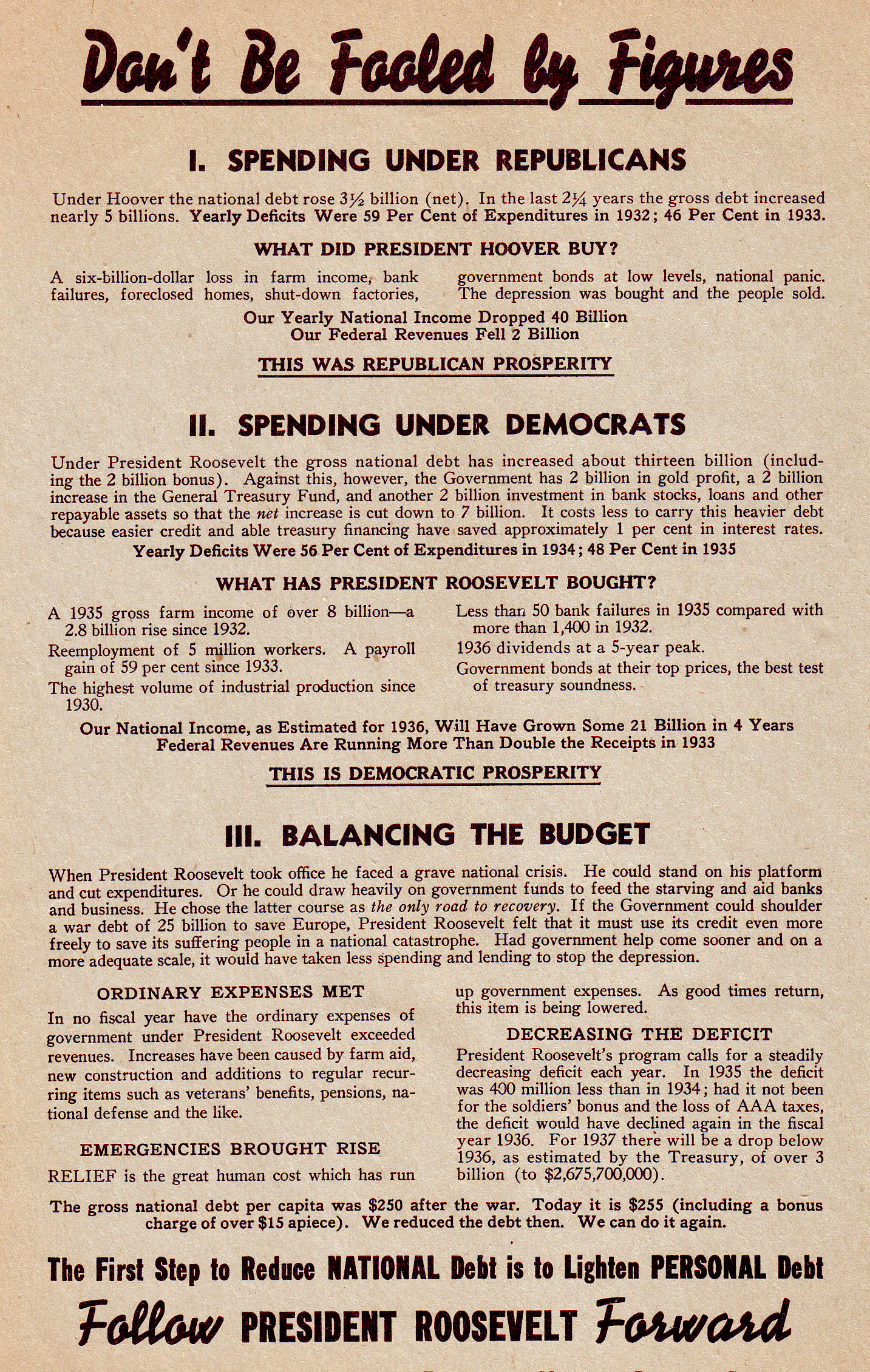
1936년 루스벨트 재선 선거 운동 전단지, 경제 정책 홍보.

루스벨트는 처음에는 급성장하는 노동조합으로부터 막대한 지지를 받았다. 한 노동자는 "루스벨트 씨는 우리 백악관에 있었던 유일한 사람이며, 내 상사가 개자식이라는 것을 이해하는 사람"이라고 말하며 많은 노동자들의 감정을 요약했다. 1930년대 중후반부터 노동계는 정치적 힘을 약화시키는 격렬한 분열을 겪게 된다. 존 L. 루이스, 전미 광산 노동조합(UMW)의 수장은 UMW의 모 조직인 미국노동총연맹(AFL)을 이용하여 미숙련 노동자를 조직하는 것을 선호했다. AFL이 그의 제안을 거부하자, 루이스는 1935년에 산업별 조직 회의(CIO)를 결성했다. 루스벨트는 "두 집안에 재앙이 있기를" 선언했지만, 노동계의 불화는 1938년부터 1946년까지 선거에서 당을 약화시켰다. 루스벨트는 노동조합 표의 대다수를 얻었으며, 심지어 루이스가 극좌 노동조합 요소의 요구에 따라 유럽에 대해 고립주의적 입장을 취했던 1940년에도 그러했다. 1930년대에 확립된 지속적인 유대 관계는 조직 노동계가 사회주의와 공산주의를 거부하고 노동계가 민주당의 중요한 구성 요소가 되도록 도왔다.

### 우익과 좌익의 반대
루스벨트는 강력한 새로운 정치 연합을 구축했지만, 다양한 그룹을 소외시켰다. 1933년의 1차 뉴딜 정책은 대부분의 부문에서 폭넓은 지지를 받았지만, 2차 뉴딜 정책은 재계에 도전했다. 앨 스미스가 이끄는 보수 민주당원들은 미국 자유 연맹으로 맞서 싸웠고, 루스벨트를 카를 마르크스와 블라디미르 레닌에 비유하며 맹렬히 공격했다. 스미스는 자신의 패를 너무 과하게 보여주었고, 그의 떠들썩한 수사는 루스벨트가 자신의 반대파를 고립시키고 그들을 뉴딜 정책에 반대하는 부유한 기득권층과 동일시하도록 만들었으며, 이는 1936년 루스벨트의 압도적인 승리에 기여했다. 루스벨트 임기 초에는 많은 공화당원들이 뉴딜 정책을 지지했지만, 진보주의자들이 당을 떠나거나 선거에서 패배하면서 그들은 루스벨트에 대한 반대에서 점점 더 통일되었다.
루스벨트는 또한 좌파로부터의 도전에 직면했다. 작은 미국 공산당은 일반적으로 지지적이었다. 광범위한 지지를 얻을 수 없었던 그들은 노동조합과 미국 노동당과 같은 노동 정당의 통제권을 장악하는 데 집중했다.
휴이 롱, 찰스 코글린 신부, 프랜시스 타운젠드가 이끄는 한 단체는 1936년 선거에서 루스벨트를 좌파로부터 비판하기 위해 제3당 운동을 시작했다. 그들은 연합당이라는 단명한 정당을 결성했지만, 롱이 암살당한 후 빠르게 사라졌다.
루스벨트는 또한 20세기 초 진보 시대 운동의 일부였던 일부 개인들의 반대를 불러일으켰는데, 이들 전직 진보주의자들 중 다수는 NRA와 같은 대규모 정부 프로그램을 불신했다.

## 루스벨트 재임 기간 선거 (1기 및 2기 임기)

### 1934년 중간 선거
중간 선거는 일반적으로 대통령을 장악한 정당이 의석을 잃는 것을 보지만, 1934년 선거에서는 상원에서 민주당의 큰 이득과 하원에서의 소폭 이득을 가져왔다. 루스벨트가 출마하지 않았음에도 불구하고 뉴딜 연합은 더욱 굳건해졌다. 이 선거는 대통령을 장악한 정당에게 20세기 가장 성공적인 중간 선거였다. 뉴딜 지지자들은 공화당, 미국 상공회의소와 같은 비즈니스 조직, 그리고 미국 자유 연맹을 결성한 앨 스미스와 같이 불만을 품은 민주당원들의 단호한 반대를 극복했다. 이 선거는 당의 전통적인 남부 기반과는 달리 북부 도시 지역에서 민주당을 재편하는 데 결정적이었다. 미래의 대통령 해리 S. 트루먼은 미주리주 상원의원으로 당선되었다. 루스벨트의 뉴딜 정책은 보수 공화당원들이 전국적으로 큰 손실을 입고 여러 민주당원들이 당의 전통적인 남부 기반 외의 북부 도시 지역에서 승리하면서 더욱 강화되었다. 흑인들은 시카고에 기반한 의회 선거구에서 승리하여 최초의 아프리카계 미국인 민주당 의원이 된 아서 워그스 미첼이 보여주듯이 민주당 연합으로 이동하기 시작했다. 선거 후 민주당은 하원과 상원 모두에서 의석의 3분의 2 이상을 장악했다.

### 1936년 재선 캠페인

1936년 대통령 선거에서 루스벨트 대통령이 공화당의 앨프 랜던을 물리쳤다. 루스벨트 대통령은 미국 역사상 가장 큰 압승 중 하나로 재선되었고, 득표율 61%를 얻어 랜던의 16,679,543표에 비해 27,747,636표를 얻었다. 루스벨트 대통령은 더욱 큰 선거인단 승리를 거두어 랜던의 8표에 비해 523표를 얻었다.

루스벨트는 휴이 롱이나 진보적인 공화당원이 좌익 표를 분열시키기 위해 선거에 나설 가능성을 우려했다. 루스벨트의 제2차 뉴딜 정책은 1935년 9월 롱의 사망과 함께 주요 제3당 또는 민주당 예비 선거 도전을 막는 데 도움이 되었다. 루스벨트와 가너는 1936년 민주당 전당대회에서 만장일치로 재지명되었다. 민주당 전당대회는 민주당 대통령 후보가 단순 다수결이 아닌 대의원 3분의 2의 지지를 얻도록 요구했던 "3분의 2 규칙"을 폐지하여 남부에게 거부권을 부여했다. 많은 보수주의자들이 이미 뉴딜 자유주의에 의해 소외된 상황에서 루스벨트는 좌익으로 이동하여 재계 이익을 공격했다. 공화당은 캔자스 주지사 앨프 랜던을 후보로 지명했는데, 그는 뉴딜 정책의 많은 부분을 수용했지만 뉴딜 정책이 기업에 적대적이고 너무 많은 낭비를 수반한다고 반대했다. 루스벨트와 가너는 득표율 60.8%를 얻었고 메인주와 버몬트주를 제외한 모든 주에서 승리했다. 루스벨트의 515표 선거인단 득표는 1820년 이후 가장 큰 승리 격차였다. 1936년 의회 선거에서 민주당은 의석을 확대하여 하원과 상원 모두에서 4분의 3 이상을 차지했다.

### 1938년 중간 선거
루스벨트는 항상 민주당의 보다 자유주의적인 진영에 속해 있었으며, 자유주의 지배를 공고히 할 재편성을 추구했다. 1932년 선거 운동 중에 그는 사적으로 "나는 백악관에서 8년을 있을 것이다. 그 8년이 끝나면 진보 정당이 생길 것이다. 민주당이 아닐 수도 있지만 진보적일 것이다"라고 예측했다. 1936년 세 번째 연속 민주당 압승이 1937년에 주요 입법을 이끌어내지 못하자, 그는 1938년에 보수적인 반대파를 숙청하는 방법을 택했다. 루스벨트는 1938년 민주당 예비 선거에 개입하여 뉴딜 개혁을 더 지지하는 도전자들을 위해 적극적으로 선거 운동을 벌였다. 그의 표적들은 루스벨트가 민주당을 장악하고 재선에 성공하려고 한다고 비난하며, 자신들이 독립적이라는 주장을 펼쳤다. 루스벨트는 뉴욕시 출신의 보수 민주당원 한 명만 물리치는 데 성공했다.
1938년 11월 선거에서 공화당은 주지사 13명, 상원의원 8명, 그리고 하원에서 통제하는 의석 수를 두 배로 늘렸다. 민주당의 손실은 텍사스주 모리 매버릭 하원의원과 펜실베이니아주 조지 하워드 얼 3세 주지사와 같이 뉴딜 정책을 지지하는 루스벨트 동맹국들 사이에서 집중되었다.
1939년 의회가 다시 소집되었을 때 로버트 A. 태프트 상원의원 휘하의 공화당원들은 남부 민주당원들과 보수 연합을 형성하여 루스벨트가 국내 정책 제안을 법으로 제정할 수 있는 능력을 사실상 종결시켰다. 루스벨트의 1939년 국정 연설은 대통령이 주요 신규 프로그램을 추천하지 않은 첫 번째 연설이었다. 마틴 다이스 주니어 의장이 이끄는 비미 활동 위원회는 정부와 노동조합 내 공산주의 영향력 의혹에 대한 청문회를 개최했다. 의회는 예산을 삭감하고 연방 공무원이 정치 캠페인에 참여하는 것을 막기 위해 고안된 1939년 해치 법을 통과시켰다. 루스벨트의 국내 정책에 대한 반대에도 불구하고, 많은 보수적인 의원들은 제2차 세계 대전 전후 루스벨트의 외교 정책에 결정적인 지지를 제공했다.

### 1940년 재선 캠페인

1940년 대통령 선거에서 루스벨트 대통령이 공화당의 웬들 윌키를 물리쳤다.

2선 관례는 조지 워싱턴이 1796년 세 번째 임기에 출마하는 것을 거부한 이래로 (루스벨트 대통령 임기 이후 수정 헌법 제22조가 비준될 때까지) 불문율이었다. 율리시스 S. 그랜트와 시어도어 루스벨트 모두 연속적이지 않은 세 번째 임기를 얻으려 했다는 비난을 받았다. 루스벨트는 존 낸스 가너 부통령과 코델 헐 국무장관, 제임스 팔리 우정청장 등 후보 지명을 노리던 저명한 민주당원들을 체계적으로 약화시켰다. 루스벨트는 전당대회를 시카고로 옮겼는데, 그곳에서는 강한 도시 조직의 지지를 받아 강당 음향 시스템을 통제할 수 있었다. 전당대회에서 반대파는 제대로 조직되지 않았지만, 팔리는 관객석을 가득 채웠다. 루스벨트는 자신이 지명되지 않으면 출마하지 않을 것이며, 대의원들은 누구에게든 자유롭게 투표할 수 있다는 메시지를 보냈다. 대의원들은 깜짝 놀랐다. 그러자 확성기에서 "우리는 루스벨트를 원한다... 세상은 루스벨트를 원한다!"라고 외쳤다. 대의원들은 열광했고, 그는 첫 투표에서 946대 147로 지명되었다. 루스벨트가 사용한 전술은 만장일치로 지명되기를 원했던 목표를 완전히 달성하지는 못했다. 루스벨트의 요청에 따라 전당대회는 농무장관 헨리 월리스를 부통령 후보로 지명했다. 민주당 지도자들은 강력한 뉴딜 지지자였던 전 공화당원 월리스를 좋아하지 않았지만, 그의 지명을 막을 수는 없었다.
제2차 세계 대전은 공화당의 판도를 뒤흔들었으며, 태프트나 반덴버그와 같은 고립주의 의회 지도자들의 지명을 막았을 수 있다. 1940년 공화당 전당대회는 대신 웬들 윌키를 지명했는데, 그는 1872년 이후 공직을 맡은 적이 없는 첫 주요 정당 후보였다. 유명한 기업 변호사이자 임원이었던 윌키는 뉴딜 정책에 대한 비판과 TVA와의 충돌을 통해 대중의 주목을 받았다. 공화당 후보 지명을 위한 고립주의 경쟁자들과 달리 윌키는 전쟁에서 영국을 지지했으며, 헨리 루스와 같은 국제주의 공화당원들의 지지를 받았다. 윌키의 국제주의적 견해는 처음에는 외교 정책 문제가 선거 운동을 지배하는 것을 막았으며, 기지-구축함 교환 협정과 평시 징병제 도입을 가능하게 했다.
선거운동이 막바지에 이르면서 윌키와 다른 공화당원들은 루스벨트의 외교 정책에 대한 공격을 강화했다. 윌키는 루스벨트의 재선이 미군을 해외에 파병하는 결과를 초래할 것이라고 경고했다. 이에 루스벨트는 "당신의 아들들은 어떤 외국 전쟁에도 파병되지 않을 것"이라고 말했다. 루스벨트는 1940년 선거에서 득표율 55%와 선거인단 득표율 거의 85%(449대 82)로 승리했다. 윌키는 버몬트와 메인주 등 강력한 공화당 주와 중서부의 고립주의 주 8개 등 10개 주에서 승리했다. 민주당은 의회 다수당을 유지했지만, 보수 연합은 국내 입법을 거의 통제했으며 "사회 프로그램을 통한 대통령의 행정권 확장에 대해 여전히 경계심을 품고 있었다."
윌키에게 승리한 후, 루스벨트는 영국에 대한 지원을 위해 의회의 지지를 얻기 위한 공개 캠페인을 시작했다. 1940년 12월, 루스벨트는 처칠로부터 중립법의 현금 및 운반 조항을 폐지해 달라는 편지를 받았다. 영국군이 독일과의 방어에 전념하고 있었기 때문에 처칠은 미국이 미국 상품에 대한 대출 및 운송을 제공해 줄 것을 요청했다. 이에 루스벨트는 미국이 독일 및 다른 침략자들에게 저항하는 이들에게 지원을 제공하는 "민주주의의 조병창" 역할을 해야 한다고 촉구하는 연설을 했다. 그는 "만약 영국이 무너진다면, 추축국은 유럽, 아시아, 아프리카, 호주 대륙과 공해를 장악하게 될 것이고, 그들은 이 반구에 엄청난 군사력과 해군력을 투입할 수 있는 위치에 있게 될 것"이라고 말했다. 1941년 1월 그의 네 가지 자유 연설에서 루스벨트는 전 세계에서 기본권을 옹호해야 하는 미국의 이유를 제시했다. 같은 연설에서 루스벨트는 영국에 군사 원조를 제공하기 위한 무기대여법 프로그램 승인을 의회에 요청했다. 루스벨트의 3기 임기는 이후 1941년 1월 20일부터 시작되었고, 그의 정책 중 많은 부분이 계속 이어졌다.

## 같이 보기
- 프랭클린 D. 루스벨트 대통령의 3기 및 4기 임기
- 대공황 기간 미국의 대공황
- 뉴딜 연합

### 인용
1. ↑  Brands 2009, 232–236, 246–251쪽.
2. ↑  Brands 2009, 255–265쪽.
3. ↑  Kennedy 1999, 128–129쪽.
4. ↑  James MacGregor Burns (1970). 《The Soldier of Freedom: Roosevelt》. Harcourt Brace Jovanovich. 347–48쪽.
5. ↑  Brands 2009, 290–295쪽.
6. ↑  Dallek 2017, 130–131쪽.
7. ↑  Dallek 2017, 191쪽.
8. ↑  슐레징거 주니어, 아서 M. 구질서의 위기(1957), pp. 427-504 온라인
9. ↑  Alter, 조나단, p. 190.
10. ↑  Kennedy, Susan Estabrook (1933년 3월 13일). “바닥: 1933년 은행 위기”. 《타임》. 2007년 9월 30일에 원본 문서에서 보존된 문서. 2008년 3월 2일에 확인함.
11. ↑  루스벨트, 프랭클린 D. “첫 취임 연설”. Bartleby. 2008년 3월 2일에 확인함.
12. ↑  Burns 1956, 157, 167–168쪽.
13. ↑  Roger Biles, A New Deal for the American people (1991) pp. 33-56.
14. 1 2  Brands 2009, 286–289쪽.
15. ↑  Kennedy 1999, 132–133쪽.
16. ↑  Kennedy 1999, 135–136쪽.
17. ↑  Dallek 2017, 139–140쪽.
18. ↑  Smith 2007, 312쪽.
19. ↑  Liptak, Kevin (2017년 4월 23일). “대통령 첫 100일 측정 역사”. CNN. 2017년 10월 9일에 확인함.
20. ↑  Smith 2007, 315–316쪽.
21. ↑  Dallek 2017, 165–166쪽.
22. ↑  Christopher W. Shaw, "'The Man in the Street Is for It': The Road to the FDIC." Journal of Policy History 27#1 (2015): pp. 36-60, quote p. 47.
23. ↑  Milton Friedman and Anna Jacobson Schwartz, From New Deal Banking Reform to World War II Inflation (Princeton UP, 2014).
24. ↑  William W. Bremer, "Along the 'American Way': The New Deal's Work Relief Programs for the Unemployed," Journal of American History 62#3 (1975), pp. 636–652 in JSTOR
25. ↑  McJimsey 2000, 97–98쪽.
26. ↑  Graham White and John Maze, Harold Ickes of the New Deal (2014) pp. 142–166.
27. ↑  Jeff Singleton, The American Dole: Unemployment Relief and the Welfare State in the Great Depression (2000) pp. 209–220.
28. ↑  McJimsey 2000, 99쪽.
29. ↑  Jean Choate, "FDR and Agriculture" in William D. Pederson, ed. A Companion to Franklin D. Roosevelt (2011) pp. 288-90.
30. ↑  John A. Salmond, "The Civilian Conservation Corps and the Negro." Journal of American History 52.1 (1965): 75-88 온라인.
31. ↑  Donald L. Parman, "The Indian and the Civilian Conservation Corps." Pacific Historical Review 40.1 (1971): 39-56 온라인.
32. ↑  J. A. Salmond, The Civilian Conservation Corps, 1933–1942; a New Deal Case Study (1967).
33. ↑  Wayne D. Rasmussen, "The New Deal Farm Programs: What They Were and Why They Survived" American Journal of Agricultural Economics 65#5 (1983), pp. 1158-1162 온라인
34. ↑  Kennedy 1999, 200–201쪽.
35. ↑  Roger Biles, A New Deal for the American people (1991) pp. 57-77.
36. ↑  Anthony J. Badger, The New Deal: the depression years 1933–1940 (1989) pp. 147-89.
37. ↑  Lee J. Alston, "Farm foreclosures in the United States during the interwar period." Journal of Economic History 43#4 (1983): pp. 885-903. in JSTOR
38. ↑  Kennedy 1999, 199–200쪽.
39. ↑  Brands 2009, 405–406쪽.
40. ↑  Arthus Schlesinger, Jr., The Coming of the New Deal (1958) pp. 27–84
41. ↑  Ronald L. Heinemann, Depression and New Deal in Virginia. (1983) p. 107
42. ↑  Anthony Badger, The New Deal: The Depression Years, 1933–1940 (2002) pp. 89, 153-57
43. ↑  Dallek 2017, 146–147쪽.
44. ↑  Charles Kenneth Roberts, Farm Security Administration and Rural Rehabilitation in the South (University of Tennessee Press, 2015)
45. ↑  James L. Novak, James W. Pease, and Larry D. Sanders. Agricultural Policy in the United States: Evolution and Economics (Routledge, 2015) p. 220.
46. ↑  Rexford G. Tugwell, "The resettlement idea." Agricultural History (1959) pp: 159-164. in JSTOR
47. ↑  Michael R. Grey, New Deal Medicine: The Rural Health Programs of the Farm Security Administration (2002) pp. 168–182.
48. ↑  Dallek 2017, 175–176, 220–221쪽.
49. ↑  Kennedy 1999, 252쪽.
50. ↑  McJimsey 2000, 89–93쪽.
51. ↑  Roger Biles, The South and the New Deal (2006) pp. 36–57.
52. ↑  Ronald C. Tobey, Technology as freedom: The New Deal and the electrical modernization of the American home (1996) pp. 111–126.
53. ↑  McJimsey 2000, 87–89쪽.
54. 1 2  Kennedy 1999, 379쪽.
55. ↑  McJimsey 2000, 97쪽.
56. ↑  Brands 2009, 374–375쪽.
57. ↑  Kennedy 1999, 120–121, 152쪽.
58. 1 2  Brands 2009, 377–383쪽.
59. ↑  Kennedy 1999, 177–179쪽.
60. ↑  Dallek 2017, 155–156쪽.
61. ↑  McJimsey 2000, 70–71쪽.
62. ↑  Dallek 2017, 157–158, 217쪽.
63. ↑  Hawley 1995, 124쪽.
64. ↑  Kennedy 1999, 370–374쪽.
65. ↑  Kennedy 1999, 143–144쪽.
66. ↑  Kennedy 1999, 154–158쪽.
67. ↑  Leuchtenburg (1963), pp. 199–203.
68. ↑  Brands 2009, 364–372쪽.
69. ↑  Kennedy 1999, 197–199쪽.
70. ↑  Kennedy 1999, 273–274쪽.
71. ↑  Mario R. Di Nunzio (2011). 《프랭클린 D. 루스벨트와 제3차 미국 혁명》. ABC-CLIO. 55쪽. ISBN 9780313392832.
72. ↑  David Nasaw, The Patriarch: The Remarkable Life and Turbulent Times of Joseph P. Kennedy (2012) pp. 204-37.
73. ↑  Nassaw, The Patriarch, pp. 226-28
74. ↑  Kennedy 1999, 367–368쪽.
75. ↑  McJimsey 2000, 42–43쪽.
76. ↑  McJimsey 2000, 187–188쪽.
77. ↑  Kennedy 1999, 368–370쪽.
78. ↑  David E. Kyvig, Repealing national prohibition (2nd ed. 2000), ch. 10.
79. ↑  W. J. Rorabaugh, Prohibition: A Concise History (2018) pp. 91–109.
80. ↑  John W. Jeffries, "A 'Third New Deal'? Liberal Policy and the American State, 1937-1945." Journal of Policy History 8.4 (1996): 387-409.
81. ↑  참조 실질 연간 GDP 및 연간 실업률. 구호 노동자는 실업자로 간주되었다.
82. ↑  Kennedy 1999, 207, 288–289쪽.
83. ↑  Kennedy 1999, 216–217, 247–248쪽.
84. ↑  Kennedy 1999, 249–253, 374–375쪽.
85. ↑  Mary Beth Norton;  외. (2009). 《국민과 국가: 미국 역사. 1865년 이후》. Cengage. 669쪽. ISBN 978-0547175607.
86. ↑  McJimsey 2000, 102–103쪽.
87. ↑  Jason Scott Smith, Building New Deal Liberalism: The Political Economy of Public Works, 1933–1956 (2005).
88. ↑  Brands 2009, 420–423쪽.
89. ↑  John Wong, "FDR and the New Deal on Sport and Recreation." Sport History Review 29#2 (1998): 173-191 at p. 181.
90. ↑  Donald S Howard, The WPA and Federal Relief Policy, (1943) pp. 127, 130.
91. ↑  Robert Hamlett Bremner, 편집. (1974). 《미국의 아동과 청소년: 다큐멘터리 역사》 3. 하버드 대학교 출판부. 1603–9쪽. ISBN 9780674116139.
92. 1 2  National Youth Administration 보고서, 1935년 6월 26일 ~ 1938년 6월 30일 (1938) 온라인
93. ↑  Ronald Story, The New Deal and Higher Education in The New Deal and the Triumph of Liberalism ed. by Sidney M. Milkis (2002). pp. 272-96.
94. ↑  Tyack et al. Public Schools in Hard Times p. 104
95. ↑  Stephen Lassonde, “The Real, Real Youth Problem: The New Deal and American Youth: Ideas and Ideals in a Depression Decade by Richard A. Reiman,” Reviews in American History 22#1 (1994) pp. 149-155 in JSTOR
96. ↑  Kennedy 1999, 260쪽.
97. ↑  McJimsey 2000, 105쪽.
98. ↑  Kennedy 1999, 261쪽.
99. ↑  McJimsey 2000, 105–107쪽.
100. ↑  Kennedy 1999, 257–258, 371쪽.
101. ↑  Kennedy 1999, 262–266쪽.
102. ↑  Kennedy 1999, 270–271쪽.
103. ↑  McJimsey 2000, 108쪽.
104. ↑  Quadagno, Jill (1994). 복지의 색: 인종차별이 빈곤과의 전쟁을 어떻게 훼손했는가. 뉴욕: 옥스퍼드 대학교 출판부. p. 7.
105. ↑  McJimsey 2000, 107쪽.
106. ↑  Kennedy 1999, 267–269쪽.
107. ↑  Kennedy 1999, 271–272쪽.
108. ↑  Mary Beth Norton;  외. (2009). 《국민과 국가: 미국 역사. 1865년 이후》. Cengage. 670쪽. ISBN 978-0547175607.
109. ↑  Kennedy 1999, 273쪽.
110. ↑  Kennedy 1999, 263–264쪽.
111. ↑  Jaap Kooijman, "Soon or Later on: Franklin D. Roosevelt and National Health Insurance, 1933–1945." Presidential Studies Quarterly 29.2 (1999): 336-350.
112. ↑  Stuart Altman (2011). 《권력, 정치, 그리고 보편적 건강 관리: 한 세기 동안의 싸움의 내부 이야기》. Prometheus Books. 84쪽. ISBN 9781616144579.
113. ↑  Kennedy 1999, 289–291쪽.
114. ↑  Kennedy 1999, 303–307쪽.
115. ↑  Colin Gordon, New Deals: Business, Labor, and Politics in America, 1920–1935 (1994) p. 225
116. ↑  Brands 2009, 463–467쪽.
117. ↑  Kennedy 1999, 314–315쪽.
118. ↑  Kennedy 1999, 320쪽.
119. ↑  Zelizer, Julian E. (2000). 《뉴딜 정책의 잊혀진 유산: 재정 보수주의와 루스벨트 행정부, 1933–1938》. 《Presidential Studies Quarterly》 30. 332–359쪽. doi:10.1111/j.0360-4918.2000.00115.x.
120. ↑  Freidel, Frank (1973). 《프랭클린 D. 루스벨트: 뉴딜 정책 시작》. 보스턴: 리틀 브라운. 448–452쪽.
121. ↑  "경제가 끝났다." 타임. 1935년 8월 26일.
122. ↑  “보너스 법안 법제화”. 《뉴욕 타임스》. 1936년 1월 28일.
123. ↑  Gary Dean Best, FDR and the Bonus Marchers, 1933–1935 (1992).
124. ↑  Joshua K. Hausman, "Fiscal Policy and Economic Recovery: The Case of the 1936 Veterans' Bonus." Berkeley Economic History Lab Working Paper WP2013-06 (2013) 온라인 보관됨 2014-10-31 - 웨이백 머신
125. ↑  Historical Statistics (1976) series Y457, Y493, F32.
126. ↑  Kennedy 1999, 275–276쪽.
127. ↑  Kennedy 1999, 279–280쪽.
128. ↑  Douglas Brinkley, Rightful Heritage: Franklin D. Roosevelt and the Land of America (2016)
129. ↑  Henry L. Henderson and David B. Woolner, eds. FDR and the Environment (2005).
130. ↑  Byron W. Daynes and Glen Sussman, White House Politics and the Environment: Franklin D. Roosevelt to George W. Bush (2010) pp. 29-35, 44
131. ↑  Daynes and Sussman, White House Politics and the Environment (2010) pp. 33-35, 44
132. ↑  Daynes and Sussman, White House Politics and the Environment (2010) pp. 29-33, 44
133. ↑  Brinkley, Rightful Heritage: Franklin D. Roosevelt and the Land of America (2016), pp. 170-86.
134. ↑  Neil M. Maher, "A New Deal Body Politic: Landscape, Labor, and the Civilian Conservation Corps." Environmental History 7#3 (2002): pp. 435-461. 온라인 보관됨 2016-06-02 - 웨이백 머신
135. ↑  McJimsey 2000, 111–116쪽.
136. ↑  Richard Polenberg, "The Great Conservation Contest." Forest History 10#4 (1967): pp. 13-23.
137. ↑  윌리엄 E. 류흐텐부르크 (1997). 《FDR 시대: 루스벨트와 그의 유산에 대하여》. 컬럼비아 대학교 출판부. 168쪽. ISBN 9780231082990.
138. ↑  Anna L. Riesch Owen, Conservation Under FDR (Praeger, 1983) 온라인
139. ↑  David Tyack et al. Public Schools in Hard times: the Great Depression and Recent Years (1984) pp. 93-107.
140. ↑  Adam R. Nelson; John L. Rudolph (2010). 《현대 미국에서 교육과 인쇄 문화》. 위스콘신 대학교 출판부. 160쪽. ISBN 9780299236137.
141. ↑  Leuchtenburg, pp. 121-22.
142. ↑  Tyack et al. Public Schools in Hard Times p. 105
143. ↑  Bower, Kevin P. (2004). 《'국가의 사랑받는 아이': 오하이오 대학의 연방 학자금 지원, 1934–1943》. 《History of Education Quarterly》 44. 364–387쪽. doi:10.1111/j.1748-5959.2004.tb00014.x. S2CID 145557062.
144. ↑  Ruth Milkman은 "1932년 연방 경제법에는 '결혼한 사람 조항'이 포함되어 있었는데, 행정부에서 정리해고가 발생할 경우 배우자가 연방 공무원인 결혼한 사람이 가장 먼저 해고되어야 한다고 규정했다... 이것은 거의 항상 결혼한 여성을 해고하는 것을 의미했다. 1940년까지 9개 주가 유사한 정책을 수립했고, 많은 지방 정부도 1930년대에 이를 도입했다"고 지적했다.Ruth Milkman (2016). 《성별, 노동, 불평등에 대하여》. 일리노이 대학교 출판부. 288쪽. ISBN 9780252098581.
145. ↑  Martha Swain, '"The Forgotten Woman': Ellen S. Woodward and Women's Relief in the New Deal" Prologue, (1983) 15#4 pp. 201-213.
146. ↑  Sara B. Marcketti, "The Sewing-Room Projects of the Works Progress Administration." Textile History 41.1 (2010): pp. 28-49.
147. ↑  Louise Rosenfield Noun, Iowa Women in the WPA (1999)
148. ↑  McJimsey 2000, 169–170쪽.
149. ↑  Susan Ware, Holding Their Own: American Women in the 1930s (1982) p. 36.
150. 1 2  도리스 컨스 굿윈 (1994). 《평범하지 않은 시간: 프랭클린과 엘리너 루스벨트: 제2차 세계 대전의 국내 전선》. 시몬 앤 슈스터. 323–24쪽. ISBN 9781476750576.
151. ↑  “미국 순회 및 지방 법원 판사: 특정 특성 프로필 Barry J. McMillion” (PDF). 의회 연구 서비스. 5, 7쪽. 2018년 5월 11일에 확인함.
152. ↑  Frances M. Seeber, "Eleanor Roosevelt and women in the New Deal: A network of friends." Presidential Studies Quarterly 20.4 (1990): 707-717 온라인.
153. ↑  Alan Brinkley (1998). 《자유주의와 그 불만》. 하버드 대학교 출판부. 34쪽. ISBN 9780674530171.
154. ↑  Robert Dallek, "Chapter 9: Second-Term Curse" in Franklin D. Roosevelt: A Political Life (2018) pp. 265–296.
155. ↑  Susan Page, "Historian Robert Dallek on Obama and the 2nd-term curse" USA TODAY May 15, 2013
156. ↑  Lawrence Summers, "Ending presidents’ second-term curse," 워싱턴 포스트 2014년 8월 10일
157. ↑  Kennedy 1999, 326–327쪽.
158. ↑  Kalman, Laura (2005년 10월). 《헌법, 대법원, 그리고 뉴딜 정책》. 《미국 역사 검토》 110. 1052–1080쪽. doi:10.1086/ahr.110.4.1052.
159. ↑  Kennedy 1999, 327–329쪽.
160. ↑  Kennedy 1999, 324–325쪽.
161. ↑  Kennedy 1999, 330–331쪽.
162. ↑  Smith 2007, 379–382쪽.
163. ↑  Kennedy 1999, 325–326쪽.
164. ↑  Kennedy 1999, 331쪽.
165. ↑  Burns 1956, 312쪽.
166. ↑  Smith 2007, 384–389쪽.
167. ↑  Marian C. McKenna, "Prelude to Tyranny: Wheeler, FDR, and the 1937 Court Fight." Pacific Historical Review 62#4 (1993): pp. 405-431. 온라인
168. ↑  Frederic Krome, "From Liberal Philosophy to Conservative Ideology? Walter Lippmann's Opposition to the New Deal." Journal of American Culture 10#1 (1987): pp. 57-64. 온라인
169. ↑  Kennedy 1999, 334–337쪽.
170. ↑  Clouatre 2012, 32쪽.
171. ↑  Sujit Raman, "Felix Frankfurter and his Protégés: Re‐examining the "Happy Hot Dogs"." Journal of Supreme Court History 39#1 (2014): 79-106.
172. ↑  Clouatre 2012, 36쪽.
173. ↑  Clouatre 2012, 39–40쪽.
174. ↑  William E. Leuchtenburg, The Supreme Court Reborn: The Constitutional Revolution in the Age of Roosevelt (1996).
175. ↑  William E. Leuchtenburg, "A Klansman Joins the Court: The Appointment of Hugo L. Black." University of Chicago Law Review 41 (1973): 1+ 온라인
176. ↑  Smith 2007, 390–391쪽.
177. ↑  Kennedy 1999, 340–341쪽.
178. ↑  John Mark Hansen (1991). 《접근 권한 얻기: 의회와 농업 로비, 1919–1981》. 시카고 대학교 출판부. 89쪽. ISBN 9780226315560.
179. ↑  Smith 2007, 408–409쪽.
180. ↑  그웬돌린 밍크; 앨리스 M. 오코너, 편집. (2004). 《미국의 빈곤》 1. ABC-CLIO. 468–69쪽. ISBN 9781576075975.
181. ↑  Susan Carter, ed. Historical Statistics of the US: Millennial Edition (2006) series Ca9 데이터 기준
182. ↑  McJimsey 2000, 174–181쪽.
183. ↑  George McJimsey, The Presidency of Franklin Delano Roosevelt (2000) pp. 171–84.
184. ↑  McJimsey 2000, 171–184쪽.
185. ↑  Harold C. Relyea, "The Coming of Presidential Czars and their Accountability to Congress: The Initial Years: 1937–1945." White House Studies 11#1 (2011), pp. 1-20.
186. ↑  Herring 2008, 484쪽.
187. ↑  Leuchtenburg (1963), pp. 203–10.
188. ↑  Beck, Earl R. (1939). 《선린 정책, 1933–1938》. 《역사학자》 1. 110–131쪽. doi:10.1111/j.1540-6563.1939.tb00468.x. JSTOR 24435879.
189. 1 2  Kennedy 1999, 391–392쪽.
190. ↑  Irwin, Douglas A. (1998). 〈스무트-홀리에서 호혜 무역 협정까지: 1930년대 미국 무역 정책의 변화〉.   Bordo, Michael D.; Goldin, 클라우디아 골딘; White, Eugene N. 《결정적인 순간: 대공황과 20세기 미국 경제》. 시카고 대학교 출판부. 325–350쪽. ISBN 9781479839902.
191. ↑  Herring 2008, 501쪽.
192. ↑  Smith 2007, 341–343쪽.
193. ↑  Paul F. Boller (1996). 《그렇지 않다!: 콜럼버스에서 클린턴까지 미국의 인기 신화》. 옥스퍼드 대학교 출판부. 110–14쪽. ISBN 9780195109726.
194. ↑  Edward Moore Bennett, Franklin D. Roosevelt and the search for security: American-Soviet relations, 1933–1939 (1985).
195. ↑  Joan H. Wilson, "American Business and the Recognition of the Soviet Union." Social Science Quarterly (1971): pp. 349-368. in JSTOR
196. ↑  Justus D. Doenecke and Mark A. Stoler (2005). 《프랭클린 D. 루스벨트의 외교 정책 논쟁, 1933–1945》. Rowman & Littlefield. 18, 121쪽. ISBN 9780847694167.
197. ↑  Kennedy 1999, 388–389쪽.
198. ↑  Robert Dallek, Franklin D Roosevelt And American Foreign Policy 1932 1945 (1979) p. 102 온라인
199. ↑  Kennedy 1999, 390쪽.
200. ↑  Kennedy 1999, 387–388쪽.
201. ↑  Herring 2008, 502–504쪽.
202. ↑  Kennedy 1999, 500쪽.
203. ↑  Herring 2008, 503쪽.
204. 1 2  Burns 1956, 261쪽.
205. ↑  Kennedy 1999, 383–384쪽.
206. ↑  Brands 2009, 479–480쪽.
207. ↑  Burns 1956, 256쪽.
208. ↑  Kennedy 1999, 393–395쪽.
209. ↑  Brands 2009, 445–446쪽.
210. ↑  Kennedy 1999, 385쪽.
211. ↑  Brands 2009, 356–359, 438–441쪽.
212. ↑  Tierney, Dominic (2004). 《프랭클린 D. 루스벨트와 스페인 내전의 왕당파에 대한 비밀 원조, 1936–39》. 《현대사 저널》 39. 299–313쪽. doi:10.1177/0022009404044440. S2CID 159727256.
213. ↑  Dallek 1995, 170–180쪽.
214. ↑  Messenger, David A. (2011). 〈스페인 및 유럽 중립국과의 관계〉.   Pederson, William D. 《프랭클린 D. 루스벨트 동반자》. 와일리. 653–71쪽. ISBN 978-1444330168..
215. ↑  J. Thomas (2008). 《제2차 세계 대전 중 루스벨트와 프랑코: 스페인 내전에서 진주만 공격까지 (루스벨트의 세계)》. 팔그레이브 맥밀란. 22–23쪽. ISBN 978-0230604506.
216. ↑  Kennedy 1999, 397–398쪽.
217. ↑  Kennedy 1999, 401–403쪽.
218. ↑  Murray, Williamson; Millett, Allan R (2001), 《승리해야 할 전쟁: 제2차 세계 대전과의 싸움》, 223–4쪽
219. ↑  Travis Beal Jacobs, "Roosevelt's 'Quarantine Speech'" Historian 24#4 (1962) pp. 483-502 온라인
220. ↑  John McVickar Haight, Jr., "Franklin D. Roosevelt and a Naval Quarantine of Japan" Pacific Historical Review 40#2 (1971) pp. 203-226 온라인
221. ↑  Kennedy 1999, 384–385쪽.
222. ↑  Wayne S. Cole, "Roosevelt and Munich." Diplomatic History 23.1 (1999): 107-110.
223. ↑  Barbara Farnham, "Roosevelt and the Munich crisis: Insights from prospect theory." Political Psychology (1992): 205-235. 온라인
224. ↑  J.M. Haight Jr, "France, the United States, and the Munich crisis." Journal of Modern History 32.4 (1960): 340-358. 온라인
225. ↑  Kennedy 1999, 421–422쪽.
226. ↑  Kennedy 1999, 419–423쪽.
227. ↑  Jeffery S. Underwood, The Wings of Democracy: The Influence of Air Power on the Roosevelt Administration, 1933–1941 (1991).
228. ↑  Kevin E. Smith, "Relations with the British and French," in William D. Pederson, ed., A Companion to Franklin D. Roosevelt (2011), pp. 493-516.
229. ↑  Herring 2008, 517–518쪽.
230. ↑  Kennedy 1999, 426–427쪽.
231. ↑  Kennedy 1999, 432–434쪽.
232. ↑  Black 2005, 503–506쪽.
233. ↑  Kennedy 1999, 435–436쪽.
234. ↑  Brands 2009, 568–570쪽.
235. ↑  Kennedy 1999, 442–443쪽.
236. ↑  Brands 2009, 548–552쪽.
237. ↑  Kennedy 1999, 439–440쪽.
238. ↑  Zahniser, Marvin R. (1987). 《프랑스 커넥션: 30년간의 프랑스-미국 관계》. 《미국사 검토》 15. 486–492쪽. doi:10.2307/2702049. JSTOR 2702049.
239. ↑  Leuchtenburg 1963, 399–402쪽.
240. ↑  Herring 2008, 523쪽.
241. ↑  Kennedy 1999, 446–450쪽.
242. ↑  Burns 1956, 420쪽.
243. ↑  Kennedy 1999, 464쪽.
244. ↑  Richard M. Pious, "The Historical Presidency: Franklin D. Roosevelt and the Destroyer Deal: Normalizing Prerogative Power." Presidential Studies Quarterly 42#1 (2012): 190-204.
245. ↑  Kennedy 1999, 453–454쪽.
246. 1 2  Kennedy 1999, 459–460쪽.
247. ↑  Burns 1956, 437–452쪽.
248. ↑  Kennedy 1999, 505–506쪽.
249. ↑  Richard S. Faulkner review of Lynne Olson, Those Angry Days: Roosevelt, Lindbergh & America's Fight Over World War II 1939–1941 (2013) in Military Review (January 2014) 94#1.
250. ↑  “프랭클린 D. 루스벨트 대통령의 해외 순방”. 미국 국무부 역사관.
251. 1 2  크로스, 로버트 (2003). 《백악관의 선원: FDR의 항해 생활》. 해군 학술원 출판부. ISBN 9781612515007. 2016년 2월 26일에 확인함.
252. ↑  드롭킨, 레스 (2001년 3월). “대통령과 함께하는 크루즈: 포토맥 시대 프랭클린 D. 루스벨트의 크루즈 연대기” (PDF). 《usspotomac.org》. 포토맥 협회. 4–5쪽. 2016년 2월 26일에 확인함.
253. ↑  그랫윅, 해리 (2009). 《페놉스콧 만: 사람들, 항구, 그리고 여가 활동》. 역사 출판사. 72쪽. ISBN 9781596296237.
254. ↑  캐나다 의회. “캐나다 상원과 하원 합동 회의에서 연설한 국가 원수 및 정부 수반”. 캐나다 국왕 인쇄관. 2015년 11월 11일에 원본 문서에서 보존된 문서. 2015년 5월 4일에 확인함.
255. ↑  McJimsey 2000, 139–140쪽.
256. ↑  James Ciment, Encyclopedia of the Great Depression and the New Deal (2001) Vol. 1 p. 6
257. ↑  John M. Allswang, New Deal and American Politics (1978) and Kristi Andersen, The Creation of a Democratic Majority, 1928–1936 (1979), and Everett Carll Ladd Jr., Transformations of the American Party System: Political Coalitions from the New Deal to the 1970s (2nd ed. 1978) are based on voting statistics and polls.
258. ↑  McJimsey 2000, 140–141쪽.
259. ↑  Ronald Bayor, Neighbors in Conflict: The Irish, Germans, Jews, and Italians of New York City, 1929–1941 (1978)
260. ↑  McJimsey 2000, 141–142쪽.
261. ↑  Kennedy 1999, 378쪽.
262. ↑  Dallek 2017, 307–308쪽.
263. ↑  McJimsey 2000, 162–163쪽.
264. ↑  Dubay, Robert W. (1968). 《미시시피와 1937–1938년 제안된 연방 반-린칭 법안》. 《Southern Quarterly》 7. 73–89쪽.
265. ↑  하버드 시트코프 (2010). 《자유의 땅을 향하여: 미국에서 인종 평등을 위한 오랜 투쟁》. 켄터키 대학교 출판부. 37쪽. ISBN 978-0813139753.
266. ↑  Kennedy 1999, 296–297쪽.
267. 1 2  Kennedy 1999, 301–302쪽.
268. ↑  Pederson, William D, 편집. (2011), 〈9〉, 《프랭클린 D. 루스벨트 동반자》
269. ↑  Irving Bernstein,The turbulent years: A history of the American worker, 1933–1941 (1969) pp. 719-20.
270. ↑  Ross, Hugh (1976). 《존 L. 루이스와 1940년 선거》. 《노동사》 17. 160–189쪽. doi:10.1080/00236567608584379.
271. ↑  Kennedy 1999, 322–323쪽.
272. ↑  Fried (2001), 《루스벨트와 그의 적들》, 120–23쪽
273. ↑  Burns 1956, 350쪽.
274. ↑  McJimsey 2000, 145쪽.
275. ↑  Kennedy 1999, 223–224쪽.
276. ↑  McJimsey 2000, 136–139쪽.
277. ↑  McJimsey 2000, 135쪽.
278. ↑  Busch, Andrew (1999). 《물속의 말들》. 피츠버그 대학교 출판부. 138–145쪽.
279. ↑  Kennedy 1999, 216–217쪽.
280. ↑  Kennedy 1999, 243, 277–278쪽.
281. ↑  Schulman, Bruce (1994). 《면화 벨트에서 선벨트까지: 연방 정책, 경제 발전, 그리고 남부의 변혁, 1938–1980》. 듀크 대학교 출판부. 44–46쪽. ISBN 0822315378.
282. ↑  Burns 1956, 284쪽.
283. ↑  Kennedy 1999, 282–286쪽.
284. ↑  Brands 2009, 272, 498쪽.
285. ↑  Leuchtenburg (1963), pp. 239–43.
286. ↑  Susan Dunn, Roosevelt's Purge: How FDR Fought to Change the Democratic Party (2010).
287. ↑  Plesur, Milton (1962). 《1938년 공화당 의회 컴백》. 《정치 검토》 24. 525–562쪽. doi:10.1017/S0034670500012419. JSTOR 1405361. S2CID 145405461.
288. ↑  Jamie L. Carson, "Electoral and Partisan Forces in the Roosevelt Era: The US Congressional Elections of 1938." Congress & the Presidency 28#2 (2001) 161–183 https://doi.org/10.1080/07343460109507751
289. ↑  Leuchtenburg (1963), pp. 262–3, 271–3.
290. ↑  James Patterson, Congressional Conservatism and the New Deal: The Growth of the Conservative Coalition in Congress, 1933–39 (1967) 온라인
291. ↑  Kennedy 1999, 363–364쪽.
292. ↑  Kennedy 1999, 349쪽.
293. ↑  Smith 2007, 440–441쪽.
294. ↑  카로, 로버트 A. (1982). 《권력으로 가는 길》. 린든 B. 존슨의 해. 뉴욕: 알프레드 A. 노프. 578–81쪽. ISBN 0-394-49973-5.
295. ↑  Burns 1956, 428쪽.
296. ↑  Kennedy 1999, 457–458쪽.
297. ↑  Kennedy 1999, 455–456쪽.
298. ↑  Kennedy 1999, 462–463쪽.
299. ↑  Burns 1956, 454쪽.
300. ↑  Kennedy 1999, 463–464쪽.
301. ↑  폴 핀켈만; 피터 월렌스타인, 편집. (2001). 《미국 정치사 백과사전》. CQ Press. 332쪽. ISBN 9781568025117.
302. 1 2  Herring 2008, 524–525쪽.
303. ↑  Kennedy 1999, 467–468쪽.
304. ↑  Kennedy 1999, 401–402쪽.
305. ↑  Smith 2007, 487–488쪽.
306. ↑  Kennedy 1999, 469–470쪽.

### 참고 문헌
- Alter, Jonathan (2006). 《결정적인 순간: FDR의 100일과 희망의 승리》 (대중 역사). 사이먼 앤 슈스터. ISBN 978-0-7432-4600-2.
- Black, Conrad (2005) [2003]. 《프랭클린 델라노 루스벨트: 자유의 옹호자》. 퍼블릭 어페어스. ISBN 9781586482824. 1276쪽 해석적 상세 전기; 온라인
- Brands, HW (2009). 《계급의 배신자: 프랭클린 델라노 루스벨트의 특권적인 삶과 급진적인 대통령직》. 더블데이. ISBN 9780385519588.
- Burns, 제임스 맥그레거 번스 (1956). 《루스벨트: 사자와 여우》. 1940년까지의 학술 전기; 온라인.
- Burns, James MacGregor (1970). 《루스벨트: 자유의 병사》. 샌디에이고: 하코트 브레이스 조바노비치. ISBN 978-0-15-178871-2.
- 처칠, 윈스턴 처칠 (1977). 《대동맹》. 호턴 미플린 하코트. ISBN 0-395-41057-6.
- Clouatre, Douglas (2012). 《대통령과 그의 재판관들》. 래넘, MD: 미국 대학교 출판부.
- Dallek, Robert (2017). 《프랭클린 D. 루스벨트: 정치적 삶》. 바이킹. ISBN 9780698181724.
- Dallek, Robert (1995). 《프랭클린 D. 루스벨트와 미국 외교 정책, 1932–1945》. 옥스퍼드 대학교. 표준 학술 역사; 온라인
- Hawley, Ellis (1995). 《뉴딜 정책과 독점 문제》. 포드햄 대학교 출판부. ISBN 0-8232-1609-8.
- Herman, Arthur. (2012) Freedom's Forge: How American Business produced victory in World War II (2012) ISBN 978-1-4000-6964-4
- Kennedy, David M. (1999). 《두려움으로부터의 자유: 대공황과 전쟁 속 미국인, 1929–1945》. 옥스퍼드 대학교 출판부. ISBN 978-0195038347.
- Larrabee, Eric (1987). 《총사령관: 프랭클린 델라노 루스벨트, 그의 부관들, 그리고 그들의 전쟁》. 하퍼 & 로우. ISBN 978-0-06-039050-1. FDR이 전쟁을 다룬 방법에 대한 자세한 역사.
- Leuchtenburg, 윌리엄 E. 류흐텐부르크 (1963). 《프랭클린 D. 루스벨트와 뉴딜 정책, 1932–1940》. 하퍼스. ISBN 9780061330254., 널리 인용되는 조사; 온라인
- Leuchtenburg, William (2015). 《미국 대통령: 시어도어 루스벨트에서 빌 클린턴까지》. 옥스퍼드 대학교 출판부.
- McJimsey, George (2000). 《프랭클린 델라노 루스벨트 대통령직》. 캔자스 대학교 출판부. ISBN 978-0-7006-1012-9.; 온라인
- Sainsbury, Keith (1994). 《전쟁 중 처칠과 루스벨트: 그들이 싸운 전쟁과 그들이 희망했던 평화》. 뉴욕 대학교 출판부. ISBN 0-8147-7991-3.
- Smith, Jean Edward (2007). 《FDR》. 뉴욕: 랜덤 하우스. ISBN 9781400061211. 858쪽

## 추가 자료

### 전기적
- Freidel, Frank. (1956) Franklin D. Roosevelt The Triumph (Little, Brown, 1956) 4권 중 3권 상세 학술 전기, 1929년~1932년 다룸 온라인
- Freidel, Frank. (1956) Franklin D. Roosevelt: Launching the New Deal (1973) 4권 중 4권 상세 학술 전기, 1932년 11월~1933년 7월 다룸 온라인 리뷰; 온라인
- Freidel, Frank. (1991) Franklin D. Roosevelt: A Rendezvous with Destiny, 1945년까지의 완전한 전기. 710쪽 발췌; 또한 온라인
- Hamby, Alonzo. For the survival of democracy: Franklin Roosevelt and the world crisis of the 1930s (2004) 온라인
- Leebaert, Derek. Unlikely Heroes: Franklin Roosevelt, His Four Lieutenants, and the World They Made (2023); 퍼킨스, 이커스, 월리스, 홉킨스에 대해.
- Pederson, William D (2011), 《프랭클린 D. 루스벨트 동반자》, 미국사 동반자, 블랙웰; 역사가에 대한 강조를 담은 학자들의 에세이 35편. Google에서 발췌
- Sherwood, Robert E (1949), 《루스벨트와 홉킨스: 친밀한 역사》, 하퍼, hdl:2027/heb.00749, ISBN 9780060138455, 퓰리처상; 영국에서 해리 L. 홉킨스 백악관 문서집 1권 (1948)으로 출간; 온라인
- Spencer, Thomas T. "For the Good of the Party: John Nance Garner, FDR, and New Deal Politics, 1933–1940." Southwestern Historical Quarterly 121.3 (2018): 254–282.

### 학술 국내 연구
- Badger, Anthony. The New Deal: The Depression Years, 1933–1940 (2002).
- Biles, Roger. A New Deal for the American People (Northern Illinois UP, 1991).
- Brinkley, Douglas G. Rightful Heritage: Franklin D. Roosevelt and the Land of America (2016) 발췌; FDR의 환경 및 보전 신념 및 정책에 대해.
- Caughey, Devin, Michael C. Dougal, and Eric Schickler. "Policy and Performance in the New Deal Realignment: Evidence from old data and new methods." Journal of Politics 82.2 (2020): 494–508.
- Clarke, Jeanne Nienaber. Roosevelt's Warrior: Harold L. Ickes and the New Deal (1996)
- Connor, William James. "Steinbeck's Phalanx Theory: Reflections on His Great Depression Novels and FDR's New Deal." The Steinbeck Review 17.2 (2020): 214–229. 온라인
- Dunn, Susan. A Blueprint for War: FDR and the Hundred Days That Mobilized America (Yale UP, 2018).
- Gosnell, Harold. Champion Campaigner Franklin D Roosevelt (1952) 온라인
- Hamby, Alonzo L. ed. The New Deal, Analysis & Interpretation (Longman Publishing Group, 1981). 학자 14명의 짧은 발췌; TIF 형식 온라인
- Hiltzik, Michael. The New Deal: A Modern History (2011), 인물을 강조한 대중 역사; 온라인
- Holzer, Harold. The Presidents Vs. the Press: The Endless Battle Between the White House and the Media--from the Founding Fathers to Fake News (Dutton, 2020) pp. 145–166. 온라인
- Howard, Donald S. WPA and federal relief policy (1943), 880쪽; 독립 러셀 세이지 재단의 매우 상세한 보고서.
- Katznelson, Ira. Fear Itself: The New Deal and the Origins of Our Time (W.W. Norton, 2013) 요약
- Leuchtenburg, William E (2005), “법원의 결전”, 《스미소니언》 (전체 텍스트) 36 (2): 106–13, ISSN 0037-7333; 1937년 대법원 싸움
- Meriam; Lewis. Relief and Social Security The Brookings Institution. 1946. 모든 뉴딜 구호 프로그램에 대한 매우 상세한 분석 및 통계 요약; 900쪽 온라인
- Mitchell, Broadus. Depression Decade: From New Era Through New Deal, 1929-41 (1947) 온라인
- Morris, Charles R. A Rabble of Dead Money: The Great Crash and the Global Depression: 1929–1939 (PublicAffairs, 2017), 389쪽. 온라인 리뷰
- Norpoth, Helmut. Unsurpassed: The Popular Appeal of Franklin Roosevelt (Oxford UP, 2018).
- Pederson, William D (2011), 《프랭클린 D. 루스벨트 동반자》, 와일리-블랙웰, ISBN 9781444330168, 768쪽; 주요 역사학적 주제를 다루는 학자들의 에세이.
- Phillips-Fein, Kim. Invisible Hands: The Businessmen’s Crusade Against the New Deal (2009) 발췌; 같은 책이 Invisible hands: the making of the conservative movement from the New Deal to Reagan으로도 출간됨
- Purcell, Aaron D. ed The New Deal and the Great Depression (Kent State UP, 2014) 234쪽 온라인 리뷰
- Riesch Owen, Anna L. Conservation Under FDR (Praeger, 1983) 온라인
- Riccards, Michael P., and Cheryl A. Flagg eds. Party Politics in the Age of Roosevelt: The Making of Modern America (2022) 발췌
- Schlesinger, Arthur M. Jr (1957–1960), 《루스벨트 시대》, 3권짜리 고전 서사 역사. FDR을 강력히 지지한다.
  - 아서 M. 슐레징거 주니어. 루스벨트 시대 1권: 구질서의 위기 (1919–1933) (1956) 온라인 1933년 3월까지
  - 아서 M. 슐레징거 주니어. 루스벨트 시대 2권: 뉴딜 시대 (1958) 온라인 1933년~1934년 다룸
  - 아서 M. 슐레징거 주니어. 루스벨트 시대 3권: 격변의 시대 (1960); 온라인
- Sitkoff, Harvard (1978). 《흑인을 위한 뉴딜 정책》. ISBN 978-0-19-502418-0.
- Taylor, Nick. American-Made: The Enduring Legacy of the WPA: When FDR Put the Nation to Work (2008) 종합 역사; 640쪽 발췌

### 외교 정책
- Andrew, Christopher. For the President’s Eyes Only: Secret Intelligence and the American Presidency from Washington to Bush (1995), pp. 75–148.
- Benjamin, Jules R. "The New Deal, Cuba, and the Rise of a Global Foreign Economic Policy." Business History Review (1977): 57–78. 온라인
- Beschloss, Michael. Kennedy and Roosevelt: The Uneasy Alliance (1980)
- Dallek, Robert. Franklin D. Roosevelt and American foreign policy, 1932-1945 (2nd ed. Oxford UP, 1995), 표준 학술 조사. 온라인
- Herring, George C. (2008). 《식민지에서 초강대국으로; 1776년 이후 미국의 대외 관계》. 옥스퍼드 대학교 출판부. ISBN 978-0-19-507822-0.
- Gellman, Irwin. Good Neighbor Diplomacy: United States Policies in Latin America, 1933-1945 (JHU Press, 2019).
- Marks, Frederick W. Wind over sand: the diplomacy of Franklin Roosevelt (1988) 온라인
- Patel, Kiran Klaus. "Insulation: The Presidency Of Franklin D. Roosevelt During The Years 1933–1941." in A Companion to US Foreign Relations: Colonial Era to the Present (2020): 382–399.
- Patel, Kiran Klaus. The New Deal: a global history (Princeton UP, 2017).
- Perras, Galen Roger. Franklin Roosevelt and the Origins of the Canadian-American Security Alliance, 1933-1945 (Praeger, 1998.)
- Tierney, Dominic. FDR and the Spanish Civil War: Neutrality and Commitment in the Struggle That Divided America (Duke University Press, 2007).
- Tierney, Dominic. "Franklin D. Roosevelt and Covert Aid to the Loyalists in the Spanish Civil War, 1936–39." Journal of Contemporary History 39.3 (2004): 299–313. 온라인
- Welles, Benjamin, and Sumner Welles. Sumner Welles: FDR's Global Strategist A Biography (Macmillan, 1997).
- Woods, Tim. "Capitalist class relations, the state, and New Deal foreign trade policy." Critical Sociology 29.3 (2003): 393–418.

### 비판
- Doenecke, Justus D; Stoler, Mark A (2005), 《프랭클린 D. 루스벨트의 외교 정책 논쟁, 1933–1945》, 래넘: 로우맨 앤 리틀필드, ISBN 978-0847694150. 248쪽.
- Flynn, John T (1948), 《루스벨트 신화》, 전 FDR 지지자가 FDR의 모든 측면을 비난.
- Smiley, Gene (1993), 《대공황 다시 생각하기》 (짧은 에세이) 자유지상주의자 경제학자가 후버와 FDR 모두를 비난.

### 주요 출처
- 《미국 통계 요약》 (PDF), 인구 조사국, 1951; 유용한 데이터로 가득함
- 《미국 역사 통계: 식민지 시대부터 1970년까지》, 인구 조사국, 1976. 온라인
- Cantril, Hadley; Strunk, Mildred, 편집. (1951), 《여론, 1935–1946》, 미국에서 수많은 여론 조사를 대량으로 편집; 유럽과 캐나다에서도 일부; 온라인
- Gallup, George Horace, 편집. (1972), 《갤럽 여론 조사; 여론, 1935–1971》, 3권, 신문에 보도된 각 여론 조사의 결과를 요약. 1권 온라인 1935-1948).
- 맥엘베인 로버트 S. 대공황과 뉴딜: 문서로 보는 역사 (2000) 온라인
- Moley, Raymond (1939), 《7년 후》 (핵심 브레인 트러스터의 회고록)
- Nixon, Edgar B. ed. Franklin D. Roosevelt and Conservation, 1911-1945 (2 vol. 1957); 1권 온라인; 또한 2권 온라인 참조, 주지사직 및 대통령직 다룸
- Nixon, Edgar B, 편집. (1969), 《프랭클린 D. 루스벨트와 외교 문제》 (3권), 1933년~1937년 다룸. 2차 시리즈 1937년~1939년은 마이크로피시 및 일부 학술 도서관에서 14권 인쇄판으로 이용 가능.
- Roosevelt, Franklin Delano (1945) [1938],  Rosenman, Samuel Irving, 편집., 《프랭클린 D. 루스벨트의 공적 문서 및 연설》 (공적 자료만 (편지 없음); 1928년~1945년 다룸) 13권.
- ——— (1946),  Zevin, BD, 편집., 《두려워할 것 없다: 프랭클린 델라노 루스벨트의 엄선 연설, 1932–1945》 (엄선 연설).
- The Documentary History of the Franklin D. Roosevelt Presidency (47 vol. ed by George McJimsey; University Publications of America, 2001–2008.) 목차